# Saison 6 de Dr House
Chronologie
Saison 5 Saison 7
La sixième saison de la série télévisée américaine Dr House comporte 22 épisodes diffusés du 21 septembre 2009 au 17 mai 2010.

## Généralités
Cette sixième saison diffère des précédentes, puisque deux des épisodes sont réalisés sous un autre point de vue que celui de House, et que les deux premiers épisodes ne se passent pas à l'hôpital Princeton-Plainsboro mais à l'hôpital psychiatrique. De plus, la saison est marquée par le départ de Jennifer Morrison, interprète du Dr Cameron depuis le début de la série. Cette saison comporte 22 épisodes.

## Diffusion
- Cette sixième saison a débuté le 31 mars 2010 sur RTL-TVI à raison de deux épisodes par semaine le mercredi. À cause d'un problème de doublage, la chaîne a dû interrompre la diffusion en cours au 14e épisode, en mai 2010, avant de la reprendre le 15 septembre 2010.
- TSR1 a lancé la saison 6 le 16 avril 2010. Deux épisodes par semaine, le vendredi soir. À cause du même problème de doublage que RTL-TVI, TSR1 a dû arrêter la série en cours de route, mais a annoncé la reprise en automne 2010.
- Elle a débuté en France sur TF1 le 19 avril 2011
- Elle a débuté au Québec le 13 septembre 2010 sur le réseau TVA.

## Distribution

### Acteurs principaux
- Hugh Laurie (VF : Féodor Atkine) : Dr Gregory House
- Lisa Edelstein (VF : Frédérique Tirmont) : Dr Lisa Cuddy (sauf épisodes 1 et 2)
- Omar Epps (VF : Lucien Jean-Baptiste) : Dr Eric Foreman (sauf épisodes 1 et 2)
- Robert Sean Leonard (VF : Pierre Tessier) : Dr James Wilson
- Jesse Spencer (VF : Guillaume Lebon) : Dr Robert Chase (sauf épisodes 1 et 2)
- Peter Jacobson (VF : Patrick Osmond) : Dr Chris Taub
- Olivia Wilde (VF : Caroline Pascal) : Dr Remy Hadley, dite numéro 13

### Acteurs récurrents
- Andre Braugher (VF : Thierry Desroses) : Dr Darryl Nolan (3 épisodes)
- Michael Weston (VF : Christophe Lemoine) : Lucas Douglas (4 épisodes)
- Cynthia Watros (VF : Véronique Picciotto): Dr Samantha Carr (4 épisodes)
- Lin-Manuel Miranda (VF : Jérôme Pauwels) : Juan Alvarez, dit Alvie (3 épisodes)
- Jennifer Crystal Foley (VF : Véronique Desmadryl): Rachel Taub (femme du docteur Taub)
- Jennifer Morrison (VF : Cathy Diraison) : Dr Allison Cameron (7 épisodes)

### Invités
- James Earl Jones (VF : Daniel Kamwa) : Dibala (épisode 4)
- Lee Tergesen : Roy Randall (épisode 5)
- Jon Seda : Donny (épisode 6)
- Anna Attanasio : Jordan (épisode 7)
- Troy Garity (VF : Boris Rehlinger) : Hank (épisode 8)
- Esteban Powell (en) (VF : Serge Faliu) : James Sidas (épisode 9)
- Sasha Alexander (VF : Stéphanie Lafforgue): Nora (épisode 11)
- Ethan Embry : Mickey (épisode 11)
- Orlando Jones : Marcus Foreman (épisode 13)
- John Lacy (VF : Gilles Morvan) : Dr Dave Thomas (épisode 14)
- David Strathairn : Nash (épisode 17)
- Sarah Wayne Callies : Julia (épisode 19)
- Eva Amurri : Nicole Murray (épisode 20)
- Adam Garcia : Theodore Taylor (épisode 20)
- Zoe McLellan : Sidney Merrick / Patient X (épisode 21)
- China Shavers (en) : Hanna (épisode 22)
- Doug Kruse : Jay Dolce (épisode 22)

## Résumé de la saison
La saison commence à l'hôpital psychiatrique de Mayfield où House est entré en thérapie et en cure de désintoxication de vicodin. Il tente d'en sortir en faussant les règles, avant de se résoudre à suivre les recommandations de son psychiatre, le docteur Darryl Nolan. Il parvient à sortir en s'intégrant au groupe de malades et en se contentant d'ibuprofène pour sa douleur.
En l'absence de House, Foreman dirige l'équipe mais doit se résoudre à renvoyer numéro Treize, sa petite amie. Taub démissionne et retourne en chirurgie esthétique. Foreman demande à Chase et Cameron de revenir dans l'équipe pour le seconder, avant de voir House revenir, reformant ainsi l'équipe des premières saisons.
À son retour, House, ayant perdu sa licence de médecin, doit laisser Foreman « diriger » l'équipe, mais fait tout pour récupérer sa place. Il habite avec Wilson qui s'est engagé à l'aider dans son « traitement ». Le cas délicat d'un tyran africain, que Chase choisit de tuer en lui administrant un traitement déconseillé, a un impact lourd sur l'équipe. Cuddy consent finalement à régler les problèmes administratifs pour que House redevienne un médecin à part entière. Il reprend les rênes du département diagnostic et parvient à garder les médecins avec qui il a travaillé, à l'exception de Cameron, qui quitte Chase et l'hôpital.
House rencontre aussi un problème plus personnel : il découvre que Cuddy et Lucas Douglas, le détective privé qu'il avait engagé auparavant, ont une liaison. Malgré ses sentiments pour Cuddy, il choisit de les laisser vivre leur relation. Cependant, le sentiment de solitude de House grandit alors que Wilson renoue avec sa première ex-femme, Samantha Carr. Il noie son chagrin dans l'alcool.
Le conflit entre House et Cuddy se résout alors qu'il est désespéré après la mort d'une patiente coincée sous les décombres d'un parking, morte après une amputation de la jambe. Il est sur le point de replonger dans le vicodin quand Cuddy vient le voir et lui avoue avoir rompu avec Lucas parce qu'elle en aime un autre : House lui-même.

## Épisodes
1. Toucher le fond et refaire surface (Ep. 1)
2. Toucher le fond et refaire surface (Ep. 2)
3. Comme un chef
4. Le Serment d'Hippocrate
5. L'argent ne fait pas le bonheur
6. Le Cœur du problème
7. Les Mots pour ne pas le dire
8. Classé X
9. Heureux les ignorants
10. L'Ami de Wilson
11. Brouillages
12. Absence de conscience
13. Passage à l'offensive
14. 16 heures dans la vie d'une femme
15. Relations virtuelles
16. Trou noir
17. Personne ne bouge !
18. Amour courtois
19. Permis de tromper
20. Le Copain d'avant
21. Ça va bien et vous ?
22. Sauvez-moi

### Épisodes 1 et 2:Toucher le fond et refaire surface
Pour les articles homonymes, voir Broken.
- États-Unis /  Canada : 21 septembre 2009 sur FOX[1] / Global[2]
- Belgique : 31 mars 2010 sur RTL-TVI
- Suisse : 16 avril 2010 sur TSR1
- Québec : 24 août 2010 et 31 août 2010 sur AddikTV
- France : 19 avril 2011 sur TF1[3]

- États-Unis : 15,76 millions de téléspectateurs[4] (première diffusion)
- Canada : 4,426 millions de téléspectateurs[5]
- France : 8,4 millions de téléspectateurs[6]

- Andre Braugher (Dr Darryl Nolan)
- Franka Potente (Lydia)
- Megan Dodds (Dr Beasley)
- Andrew Leeds (Dr Medina)
- Lin-Manuel Miranda (Alvie)
- Derek Richardson (Freedom Master)
- Jack Plotnick (Hal)
- Curtis Armstrong (Richter)
- Artemis Pebdani (Diane)
- Angela Bettis (Susan)
- Ana Lenchantin (Silent Girl)
- Alex Désert (Jay-Bird)
- Dale E. Turner (Stomp)
- Sloan Robinson (Nurse Safer)
- Meghan K. Bradley (Nurse Valez)
- Harrison Forsyth (Ben)

House est interné à l'hôpital psychiatrique de Mayfield, où il subit une nouvelle cure de désintoxication pendant trois semaines. Après être parvenu à gérer sa douleur sans narcotiques, il demande à sortir. Mais le docteur Darrel Nolan, le psychiatre responsable de House, refuse : même si la Vicodin expliquait les hallucinations, il estime que House a plusieurs problèmes qu'ils doivent régler ensemble : la mort du père de House, sa misanthropie...
Refusant de se laisser faire, House décide de répondre à sa façon pour forcer Nolan à le faire sortir : il déclenche des crises chez les autres patients en leur rappelant leurs problèmes, provoque des rébellions... Mais cela ne mène House qu'à faire des séjours forcés en cellule capitonnée. Il accepte donc son traitement, et s'installe dans une chambre où il rencontre son colocataire, Alvie, un Portoricain rappeur maniaco-dépressif qui parle énormément et ne prend pas ses médicaments. Quand il voit le Dr Nolan avec une femme sur le parking, House essaie un nouveau plan : faire chanter le médecin pour négocier sa sortie. Il demande de l'aide à Wilson, mais celui-ci a déjà reçu un appel du psychiatre et refuse de l'aider. House doit donc utiliser les autres internés et leurs privilèges : il utilise Alvie, mais aussi Hal, un anorexique, pour trouver un moyen de pression sur le psychiatre. House va même jusqu'à faire semblant de prendre son traitement pour montrer qu'il coopère. Les psychiatres, s'étonnant de ce changement, veulent vérifier que House joue le jeu par une analyse d'urine, mais il parvient à les berner en allant aux toilettes avec Hal, qui lui donne son urine. Malgré ce subterfuge, House n'est pas libéré, et c'est Susan, une suicidaire, qui part. House, furieux, va dans le bureau de Nolan et lui révèle la supercherie, mais ce dernier était déjà au courant : les derniers médicaments étaient des placebos, et l'analyse d'urine lui a confirmé que House ne prenait pas son traitement.
Pendant ce temps, House crée des liens avec Lydia, une pianiste qui rend visite cinq fois par semaine à Annie, sa belle-sœur, internée catatonique depuis 10 ans. Il l'utilise pour aider Steve, un dépressif qui croit avoir des super-pouvoirs mais que son psychiatre humilie pour tenter de le ramener à la raison. Il lui fait porter un violoncelle amené par Lydia, puis emmène celui-ci dans une soufflerie d'un parc d'attractions pour lui donner l'impression de voler. Steve retrouve alors tellement le moral qu'il croit réellement pouvoir voler, et il se jette du balcon du parking du parc sous les yeux de House. Il est grièvement blessé mais en vie. Alors que Nolan lui annonce qu'il ne souhaite plus le traiter et va le transférer dans un autre hôpital, House accepte finalement la thérapie et abandonne toute rébellion, se brouillant ainsi avec Alvie.
Nolan, qui comprend que House a peur de s'ouvrir à quelqu'un parce qu'il sait que ça finira mal, l'amène dans une soirée de bienfaisance et lui demande de parler avec les autres personnes. La seule personne avec qui il s'amuse vraiment est Lydia, qui l'embrasse, ce qui rend House perplexe. Lydia lui dit le lendemain qu'il n'y avait pas de raison. House repousse alors tout le monde et se renferme, mais il veut aider Steve en lui faisant « sauver » Annie. Malheureusement, rien ne change.
Une nuit, Nolan fait sortir House de Mayfield pour avoir son avis sur la maladie de son propre père. Le diagnostic est sans appel : infarctus lacunaire qui a évolué en hémorragie cérébrale. Nolan ne voulant pas être psychiatre ce soir, House rentre et retrouve Lydia en pleurs. Ils passent la nuit ensemble, faisant l'amour sans bruit.
Après un spectacle à Mayfield où House a participé à un rap improvisé avec Alvie, le diagnosticien vient s'excuser auprès de Steve. Un miracle se produit alors : Steve donne la boîte à musique que fixait Annie depuis longtemps, celle-ci la prend, ouvre la boîte et le remercie prononçant ainsi ses premiers mots depuis 10 ans. Peu après, le départ d'Annie est fêté après qu'elle s'est remise à jouer du violoncelle. House apprend qu'elle part pour l'Arizona avec sa famille. Il court donc voir Lydia, qui lui annonce qu'elle va rejoindre son mari. House est désespéré. Il va voir Nolan pour se confier. Celui-ci lui fait alors prendre conscience qu'il a enfin changé : il s'est ouvert à quelqu'un, en a souffert, et a préféré parler plutôt que de prendre du Vicodin.
- Cet épisode reprend là où la saison 5 s'était arrêtée, contrairement aux épisodes habituels qui débutent environ deux mois après la saison précédente. House et Wilson sont les deux seuls personnages à y figurer parmi le casting principal.

### Épisode 3:Comme un chef
- États-Unis /  Canada : 28 septembre 2009 sur FOX / Global
- Belgique : 7 avril 2010 sur RTL-TVI
- Suisse : 23 avril 2010 sur TSR1
- Québec : 7 septembre 2010 sur addikTV
- France : 26 avril 2011 sur TF1

- États-Unis : 14,44 millions de téléspectateurs[7] (première diffusion)
- Canada : 3,648 millions de téléspectateurs[8]
- France : 7,89 millions de téléspectateurs (première diffusion)

- Andre Braugher (Dr Darryl Nolan)
- Fredah Foh Shen (Cecile)
- Rick Wasserman (Vince)
- Wai Mui (Lee)
- Brett Gilbert (Roy)
- Barry Pearl (Dr Paulson)
- Michael J. Kirkland (Dr Felker)

Pendant une séance de test d'un jeu vidéo qu'il conçoit, un des développeurs ressent une brûlure intense aux mains.
Alors que le patient est admis au Princeton Plainsboro, House démissionne : il ne veut pas prendre le risque de replonger dans la Vicodin en reprenant son train de vie. Cuddy accepte. Foreman, présent lors de la scène, se jette sur l'occasion pour prendre en charge le département de médecine diagnostique avec Taub et "Numéro 13". Cuddy lui donne le cas pour juger de ses capacités. Alors que l'équipe pense à un SDRC, le patient ne veut rien savoir et préfère poster ses syndromes sur Internet pour voir les réponses les plus récurrentes sur les forums, notamment un empoisonnement au mercure. Foreman, qui cherche à prendre ses marques, utilise la moquerie et l'indifférence, typiques de House, pour convaincre le patient de son diagnostic. Mais alors que "Numéro 13" et Taub font l'examen en plantant une aiguille dans la colonne vertébrale du malade, ses poumons se remplissent de liquide. Foreman pense alors au stress du travail, et donc à une prise de cocaïne.
House continue sa thérapie avec Nolan, où il explique sa décision. Le psychiatre lui suggère alors de trouver un moyen de se rapprocher de Wilson, et House pense à des leçons de cuisine, domaine dans lequel il se montre particulièrement doué en utilisant ses connaissances de la chimie pour des recettes. Mais plus il cuisine et parvient à faire des plats compliqués mais délicieux, plus sa douleur à la jambe persiste.
Le patient utilise Internet pour découvrir le passé de ses médecins. Il n'a pas pris de drogue depuis 12 ans. Taub et "Numéro 13" se rendent au studio de développement, et en voyant le rendu des volatiles dans le jeu, "Numéro 13" pense alors que le patient a étudié de près le vol des oiseaux, contractant ainsi une psittacose, idée infirmée quand le patient développe un symptôme original : priapisme, il a une érection continue depuis 3 heures. "Numéro 13" pense à une tumeur cérébrale, Foreman à une thrombocytose, et en tant que chef, a le dernier mot. Le patient, quant à lui, fait venir d'autres médecins dans sa chambre pour qu'ils se chargent de lui, tout en lançant une récompense sur le net pour qui trouvera sa maladie. L'un des deux médecins suggère une tumeur cérébrale. Le malade exige alors une IRM, qui se montre négative, et le traitement contre la thrombocytose entraîne un gonflement de ses ganglions lymphatiques. Foreman, Taub et "Numéro 13" sont alors harcelés par les internautes qui envoient des mails et fax de diagnostics incomplets ou farfelus, mais le patient retient parmi eux une amylose. Foreman accepte de faire le test si en échange il abandonne si les résultats sont négatifs. Le test est néanmoins positif, et c'est à ce moment que Taub décide de démissionner, mettant en avant son envie de pratiquer la chirurgie, et surtout qu'il est venu pour travailler avec House. Foreman et "Numéro 13" décident de diriger le service seuls.
House, toujours souffrant de sa jambe, retrouve un flacon de Vicodin dans une de ses baskets. Le lendemain, Wilson le retrouve guilleret en train de faire sa lessive, mais surtout sans sa canne. L'oncologue a des soupçons, et récupère l'urine de House dans les toilettes qui se révèle être de l'urine de chien. Mais House affirme qu'il ne prend rien, en leur donnant un échantillon d'urine.
Le patient est pris d'hallucinations et d'une forte fièvre, ce qui exclut l'amylose. Foreman pense à une maladie des dépôts de chaînes légères, mais "Numéro 13", dans le doute, préfère poster ce symptôme pour avoir de nouvelles réponses, ce que Foreman lui interdit. Elle le fait en secret, et a une réponse peu avant que Foreman ne trouve de lui-même : maladie de Fabry. Foreman décide alors de la renvoyer du service.

### Épisode 4:Le Serment d'Hippocrate
- États-Unis /  Canada : 5 octobre 2009 sur FOX / Global
- Belgique : 7 avril 2010 sur RTL-TVI
- Suisse : 23 avril 2010 sur TSR1
- Québec : 14 septembre 2010 sur addikTV
- France : 26 avril 2011 sur TF1

- États-Unis : 13,74 millions de téléspectateurs[9] (première diffusion)
- Canada : 3,623 millions de téléspectateurs[10]
- France : 8,52 millions de téléspectateurs (première diffusion)

- James Earl Jones (Dibala)
- Roger Aaron Brown (Ntila)
- Garikayi Mutambirwa (Ruwe)
- Christopher Fairbanks (Agent Bass)
- David Marciano (Murphy)
- Kelly Scott (Ama)

Dibala, un dictateur africain en visite aux États-Unis pour une rencontre avec les Nations unies, voit sa voiture se faire arrêter par une camionnette. Un homme, sans arme, en descend et dépose une assignation à un procès civil sur la limousine. Quand il prend le papier, le dictateur se met à vomir du sang.
Le Princeton-Plainsboro est chargé du traitement. Cuddy et Foreman, désormais seul au service diagnostic, demandent de l'aide à Chase et Cameron. Quand ils arrivent dans les bureaux, ils retrouvent House, plongé dans le dossier. Les symptômes orientent House vers un empoisonnement à la dioxine. Quand il explique à Cuddy pourquoi il veut revenir, elle accepte mais, House n'ayant toujours pas eu sa licence, lui refuse tout contact avec le patient. Chase rencontre plus tard en consultation un homme du peuple sitibi, celui que Dibala a commencé à exterminer. Mais celui-ci nie toute accusation de génocide, tout en admettant certaines pratiques douteuses dont il refuse de prendre la responsabilité.
House rentre chez Wilson, et remarque quelques détails qui l'amènent à comprendre que le voisin du dessous a quelques problèmes avec lui : il se plaint du bruit de la canne de House et des odeurs de cuisine. C'est un ancien du Viêt Nam amputé de la main droite et très grincheux. House décide de l'ignorer.
Quand Dibala fait une attaque cardiaque, House pense à la fièvre de Lassa, ce qui donne lieu à une dispute entre lui et Foreman, que House remporte. Alors que le traitement est donné, Dibala présente à Cameron une femme sitibi guérie de la fièvre de Lassa et demande qu'on lui injecte du plasma de la jeune femme. Bien qu'il soit évident que sa famille est menacée, le choix revient à Cuddy qui accepte la demande, pour ne pas avoir de morts sur la conscience.
Foreman tente de faire revenir "Numéro 13", qu'il a renvoyé lui-même parce qu'il était le chef, mais le retour de House le fait douter. Il trouve même un moyen de la faire embaucher au Princeton General, mais elle refuse.
House finit par rencontrer le voisin amputé. Il tente une approche cordiale, mais elle échoue. Il remarque toutefois qu'il est un peu jeune pour être un vétéran, et qu'il ne touche pas de pension de guerre. En déposant une lettre d'excuse devant chez lui, il entre (la porte était ouverte) et voit un drapeau canadien. House l'attend pour lui faire avouer son mensonge, mais le voisin raconte son détachement en 1973, comment il a perdu sa main et en ressent encore la douleur.
Chase sauve Dibala en reconnaissant l'homme qu'il a vu en consultation se diriger vers la chambre du dictateur et en prévenant les gardes. Il a le temps de tirer deux fois, sans toucher personne. C'est là que Chase remarque une hémorragie dans l'œil droit de Dibala. Après un diagnostic différentiel pendant lequel House n'a pas dit un mot mais n'a fait que mimer son opinion, ils pensent à un lymphome. Après la biopsie, revenue négative, Dibala a des pertes de mémoire. Cameron confie alors à Ntila, l'aide de camp de Dibala, que ses fonctions cérébrales ne lui permettent plus de diriger son pays.
Il y a alors une nouvelle dispute dans le bureau : Foreman et Chase pensent à une blastomycose, House et Cameron suggèrent une sclérodermie. Foreman étant le chef, il a le dernier mot. Entre-temps, Dibala apprend l'opinion de Cameron et la menace en la poussant à le tuer avec une bulle d'air dans l'injection qu'elle s'apprête à lui faire. Chase assiste alors à un discours du dictateur sur le peuple sitibi et découvre la vraie mentalité de l'homme.
Pendant que House vient en aide à Murphy, son voisin amputé, et le libère de sa douleur avec une boîte miroir, Chase et Cameron reviennent avec une analyse montrant que la sclérodermie est un diagnostic possible. Sous pression, Foreman change le traitement. Plus tard, Dibala fait plusieurs hémorragies dans les poumons et en meurt. Foreman s'en veut, car il avait le bon diagnostic, mais ne peut plus le prouver car le corps est gardé. House lui suggère alors d'utiliser ses talents de cambrioleur, pour lesquels il l'avait engagé. Foreman découvre ainsi une feuille de présence à la morgue signée de Chase plus tôt ce matin-là, pour une femme de 70 ans morte de sclérodermie : Chase a donné une fausse analyse du sang de Dibala, ce qui a mené à sa mort.

### Épisode 5:L'Argent ne fait pas le bonheur
Pour les articles homonymes, voir L'argent ne fait pas le bonheur.
- États-Unis /  Canada : 12 octobre 2009 sur FOX / Global
- Belgique : 14 avril 2010 sur RTL-TVI
- Suisse : 30 avril 2010 sur TSR1
- Québec : 21 septembre 2010 sur addikTV
- France : 10 mai 2011 sur TF1

- États-Unis : 13,50 millions de téléspectateurs[11] (première diffusion)
- Canada : 3,099 millions de téléspectateurs[12]
- France : 8,41 millions de téléspectateurs (première diffusion)

- Lee Tergesen (Roy Randall)
- Tanner Maguire (Jack)
- Steve Kramer (Ken)
- Michael Dean Connolly (Oliver)
- M.K. Bakshi (Pete)
- Tim Kahle (Dr Johnson)
- Gigi Hessamian (Marina)
- Liz Benoit (Nurse Anne)
- Cindy Lu (Nurse Diane)

Roy Randall, un milliardaire, dont le fils souffre depuis une dizaine d'années d'une maladie que dix-sept médecins n'ont pas pu diagnostiquer, exige de Cuddy que le Dr House s'occupe de son enfant. L'intéressé n'ayant toujours pas récupéré sa licence, Cuddy laisse la direction officielle à Foreman, mais permet à House d'être plus qu'un consultant. Ainsi, il fait refaire tout l'historique des symptômes du garçon : déshydratation, diarrhée, douleurs stomacales. Cameron trouve une masse dans les intestins du garçon, qu'elle teste pour la maladie de Hirschsprung.
Pendant ce temps, House retrouve numéro 13, qui envisage de partir pour Bangkok. Foreman, lui, est plus préoccupé par la réunion Morbidité et Mortalité qui se prépare, où il devra justifier le changement de traitement de Dibala, à cause des analyses faussées de Chase (voir l'épisode précédent).
Après un mieux, Jack, le patient, convulse : sa pression intracrânienne monte en flèche. Chase doit percer un trou dans le crâne pour le stabiliser. Mais ce symptôme est inexplicable. Pendant une relecture de son IRM, Foreman repère une tache qui pourrait indiquer un cancer du cerveau. House ordonne une biopsie.
Numéro 13, dans un taxi sur la route de l'aéroport, apprend que sa réservation a été annulée. Immédiatement, elle soupçonne House, mais il nie, ne voulant pas de son retour dans l'équipe. House va donc voir Foreman pour les mêmes raisons, il nie également. Foreman a d'autres soucis : il voit que les taux de cholestérol dans les différentes analyses de sang de Dibala ne correspondent pas. Chase essaie de trouver une raison à cela, mais s'inquiète tout de même, sans pour autant y mêler Cameron ; Foreman, de son côté, demande à Cuddy de repousser, voire d'annuler la conférence M et M.
La biopsie du cerveau est négative, mais House pense à un cancer situé ailleurs. Devant la nouvelle, Roy pense qu'il s'agit d'une punition pour son succès dans les affaires, que son karma lui inflige un drame personnel. Quand Jack convulse à nouveau, l'équipe penche pour une épilepsie abdominale.
Chase choisit finalement d'avouer tout à Cuddy, qui comprend les inquiétudes du chirurgien, mais elle n'a pas le temps d'écouter toute l'histoire : Roy veut faire banqueroute pour rétablir son karma et sauver son fils. Quand il signe les papiers, Jack fait un arrêt cardiaque. Avec l'apparition de papules sur le torse et sur le pénis, House conclut à la maladie de Degos, incurable. Il va l'annoncer lui-même à Roy.
Numéro 13, après avoir découvert par Cuddy que l'adresse IP utilisée pour l'annulation était celle de Wilson, va voir l'oncologue qui avoue les faits. Mais Wilson n'est pas dupe : il comprend que c'est bien House qui a annulé le vol, même si celui-ci refuse d'admettre qu'il veut qu'elle reste parce qu'il l'apprécie. Pendant la discussion, House a une nouvelle révélation : la maladie de Degos n'aurait pas touché les artères coronaires, mais il informe Foreman que Jack a peut-être le syndrome des antiphospholipides primaire, et qu'il doit commencer le traitement au plus vite.
Chase trouve une prescription de vitamine B3, ce qui pourrait expliquer les différences de cholestérolémie de Dibala. Foreman n'en sachant rien, le responsable est évident : House a compris ce que Chase et Foreman ont fait et il les couvre. Chase lui fait comprendre que même s'il n'est pas le patron, il est tout de même le responsable.

### Épisode 6:Le Cœur du problème
- États-Unis /  Canada : 19 octobre 2009 sur FOX / Global
- Belgique : 14 avril 2010 sur RTL-TVI
- Suisse : 30 avril 2010 sur TSR1
- Québec : 28 septembre 2010 sur addikTV
- France : 10 mai 2011 sur TF1

- États-Unis : 11,65 millions de téléspectateurs[13] (première diffusion)
- Canada : 3,701 millions de téléspectateurs[14]
- France : 8,50 millions de téléspectateurs (première diffusion)

- Jon Seda (Donny)
- Alexandra Barreto (Cheryl)
- Samuel Carman (Michael)
- Jack Impellizzeri (Brian)
- Richard King (Boutain)
- Briana Venskus (Nona)
- Marcos Toji (Dex)
- Samantha Colburn (Marta)
- Sanjay Madhav (Singh)
- Taira Soo (Anne Ayala)

Pendant la poursuite d'un suspect, Donny, un policier de 39 ans, saute d'un toit de neuf mètres de haut. Admis aux urgences du Princeton-Plainsboro, son collègue raconte que Donny pense qu'il va mourir bientôt, vu que son père, son grand-père et son arrière-grand-père sont morts de problèmes cardiaques à 40 ans.
Pendant que House et Wilson décident de faire dormir House dans le bureau de l'appartement de Wilson plutôt que sur le canapé du salon, Cameron propose à l'équipe le cas de Donny. House refuse de s'en occuper faute de symptômes, mais Foreman décide de lancer des tests pour des troubles génétiques susceptibles d'atteindre le cœur. En voyant Donny dans la même chambre que Dibala (voir l'épisode 4), Chase a des flashs du dictateur, et ne se sent pas bien.
En se couchant, cerné par les derniers souvenirs d'Amber, House entend soudain des chuchotements. Il croit à une blague de Wilson, mais il n'en est rien.
Les tests génétiques de Donny sont négatifs. Cameron pense alors à une maladie auto-immune, notamment l'anticorps anti-Ro. House les laisse faire, préférant laisser le cas à Foreman, et renvoie même une ex-compagne qui a eu un fils de Donny vers le médecin. Cuddy vient voir House, et lui ordonne de suivre 120 h de cours avec les internes pour récupérer sa licence. Devant la persistance des voix, House passe des tests auditifs, qui ne montrent rien. Croyant à de nouvelles hallucinations, il retourne dormir dans le salon, à la surprise de Wilson, et abandonne les cours.
House voit l'incapacité de l'équipe à trouver un diagnostic, mais aussi les troubles de Chase qui n'arrive pas à assumer le meurtre de Dibala. Pour se débarrasser de Donny, House lui annonce qu'il a le « syndrome d'Ortoli », qu'il va le traiter avec de la « nabasynthe » (en fait des pastilles de menthe) et lui fait quitter l'hôpital. La nuit suivante, Foreman vient cogner à la porte de Wilson pour prévenir House : Donny est mort subitement chez lui. Foreman a amené le corps au Princeton-Plainsboro pour l'autopsie, à laquelle House veut participer. Mais quand Foreman commence à scier le sternum, il remarque un saignement, impossible chez un mort, quand Donny se redresse subitement, hurlant de douleur.
Donny est donc en vie, mais souffre de la mâchoire. Chase rate le diagnostic différentiel : il est allé se confesser, mais il part quand le prêtre lui conseille de se rendre à la police. Quand Donny souffre tant qu'il va jusqu'à s'arracher une dent, l'équipe pense à un cancer des os qui provoquerait un syndrome paranéoplasique, dû à un syndrome de Li-Fraumeni. L'équipe veut chercher des traces de marqueurs chez le fils de Donny, pour avoir l'échantillon le plus pur, tandis que Donny va faire un scanner. House finit par comprendre d'où viennent les voix : il trouve une bouche d'aération qui communique avec la chambre de Wilson, et trouve l'oncologue en train de parler à Amber. House essaie de lui faire comprendre que c'est inutile et se heurte aux sentiments de son ami. Il retourne voir Cuddy pour refaire ses heures, ce qui exaspère la doyenne qui décide de s'en occuper personnellement.
Le scanner et la biopsie n'ont rien montré. House pense alors à une neuropathie héréditaire sensorielle de type I. Mais Donny défèque dans son lit, ce qui exclut la maladie. Foreman suggère alors un stade avancé de la maladie de Wilson.
En parlant avec Cuddy, qui a validé les heures de House, celui-ci la taquine encore sur leurs sentiments, arguant qu'il a trouvé un bouton qui la fait enrager. Il a ainsi la révélation : un anévrisme intra-crânien grossissant au fur et à mesure du temps, touchait les nerfs liés au cœur, interrompant le signal. Donny, comme son fils, doivent subir une opération.

### Épisode 7:Les Mots pour ne pas le dire
- États-Unis /  Canada : 9 novembre 2009 sur FOX / Global
- Belgique : 21 avril 2010 sur RTL-TVI
- Suisse : 7 mai 2010 sur TSR1
- Québec : 5 octobre 2010 sur addikTV
- France : 17 mai 2011 sur TF1

- États-Unis : 13,31 millions de téléspectateurs[15] (première diffusion)
- Canada : 3,16 millions de téléspectateurs[16]
- France : 9,05 millions de téléspectateurs (première diffusion)

- Marcus Giamatti (Keener)
- Bianca Collins (Phoebe)
- Annabelle Attanasio (Jordan)
- Annie Young (Madison)
- Lindsay Johnston (Kaitlin)
- Ama Lucasey (Avery)
- Rachael Marie Wagenlander (Brianna)
- Eric Lutes (Derek Retzinger)
- Holly Gagnier (Michelle Berkley)
- Michael D. Nye (Joseph Schultz)

Jordan, une adolescente de 16 ans, parvient à se faire inviter dans la loge d'un chanteur de rock avant un concert avec Phoebe, une amie. Le lendemain, alors qu'elle raconte sa soirée à ses camarades, ses articulations enflent puis elle s'évanouit.

Alors que l'équipe reçoit le dossier, House découvre que Wilson part faire une conférence sur la pharmacologie, et qu'il doit l'accompagner. House refuse catégoriquement, mais Wilson ne cède pas. Pour la patiente, House annonce une rhabdomyolyse, mais dans le doute, Foreman ordonne de faire d'autres tests pour des allergies.
En allant faire signer une décharge, House découvre que Cuddy va à la conférence avec Wilson, ce qui le motive pour les accompagner. Quand Chase montre une incohérence (potassium bas mais pas de destruction musculaire), House fait jouer de la batterie en playback à Jordan, dont les bras finissent par se paralyser : elle a menti sur ses antécédents.

Cameron se charge de l'interrogatoire. Phoebe et Jordan ont croisé en backstage Keener, un auteur de comics et de série dont elles sont fans. Elles l'ont donc suivi toute la soirée, mangeant même ce qu'il a mangé. La nourriture est saine, mais cela fait penser à Foreman une boulimie, qui entraînerait le syndrome de Mallory-Weiss.

Avant de partir pour la conférence, Wilson va voir un patient en phase terminale et souffrant le martyre. Une fois sur le départ, comme House veut venir, Wilson lui suggère de profiter de la conférence pour avancer dans sa relation avec Cuddy en profitant de la soirée années 80. Mais petit problème : Cuddy emmène sa fille Rachel.
Chase n'arrive plus à garder le secret de la mort de Dibala et Foreman le pousse à parler à Cameron. Elle aussi a des soupçons : elle est persuadée qu'il la trompe.

La patiente fait une tamponnade : elle saigne autour de son cœur. La réaction au baryum indique à House une infection ou un empoisonnement, mais il laisse rapidement le dossier pour s'inviter dans la conférence en volant un badge. Foreman fait un nouvel interrogatoire de la patiente, mais elle raconte mensonge sur mensonge : le saignement s'est étendu au thalamus. Foreman interroge alors Phoebe pour savoir ce que Jordan a fait et pas elle ; elle se serait absentée un instant pour chercher de la glace au restaurant.
House retrouve Cuddy à la soirée et parvient à danser un slow avec elle. En parlant, House et Cuddy se remémorent leurs premières rencontres, puis comment tout a pris fin. Cuddy préfère partir avant que tout n'aille trop loin. Le lendemain, House est réveillé par Wilson qui vient d'apprendre le décès de son patient cancéreux. En voyant son comportement, mais surtout le texte de son nouveau discours, House comprend rapidement que Wilson l'a euthanasié. House essaie de le convaincre de ne pas faire ce discours pour ne pas risquer la prison et sa carrière.

Cameron et Chase continuent l'enquête pour savoir où Jordan est allée pendant ces quelques minutes. Sur les vidéos de surveillance, Cameron voit que Jordan a le journal de Keener dans les mains. Elle est convaincue qu'elle est venue le voir, mais l'auteur nie les faits. Dans la colère, Cameron demande à Chase s'il a une aventure, ce qu'il nie également. Cela dit, une surdose de Rohypnol expliquerait les symptômes. Quand le saignement s'étend aux reins, la situation est critique, puisque tout examen qui pourrait lui faire avouer les faits de la soirée pourrait la tuer.

Wilson va voir Cuddy pour comprendre son comportement de la veille. Elle lui dit qu'en tant que mère, elle doit chercher quelqu'un de confiance et de disponible, ce que House n'est pas. Quand Wilson retourne vers House pour lui expliquer la situation, House parvient à lui faire boire un somnifère.
Foreman a opté pour une mesure de la température corporelle pendant le nouvel interrogatoire, en présence des parents. Jordan révèle alors que Keener lui aurait fait prendre une pilule avant de la séduire et de la forcer, mais sa circulation sanguine montre qu'elle ment encore.

House va finalement voir Cuddy, qui se dit seule dans sa chambre, mais quand Rachel pousse un cri, House entre et tombe sur Lucas Douglas, le détective privé qu'il n'a pas revu depuis un an. De son côté, Wilson est réveillé par Foreman qui cherche à joindre House pour annoncer qu'on traite Jordan pour une rickettsia, une maladie qui viendrait du chien de Keener. Pendant ce temps, House a pris la place de Wilson pour faire un discours sur l'euthanasie. Wilson arrive avant la fin et entend House dire que ce genre de décisions ne devrait pas se prendre seul. Wilson est furieux que House, sous un pseudonyme, ait fait ses révélations à sa place, même si cela sauve sa carrière, mais House lui reproche encore de culpabiliser. C'est là que House fait le diagnostic pour Jordan : en mangeant des huîtres, elle a ingéré un vibrio vulnificus, inoffensif ; sauf qu'elle a aussi une hémochromatose, causant des symptômes semblables à la boulimie pour laquelle elle a reçu du fer, causant les saignements.

House, Wilson, Cuddy et Douglas se retrouvent au restaurant de l'hôtel pour révéler leur secret : elle a engagé le détective pour une enquête discrète sur un comptable, et une chose en entraînant une autre, ils se sont fréquentés.

### Épisode 8:Classé X
- États-Unis /  Canada : 16 novembre 2009 sur FOX / Global
- Belgique : 21 avril 2010 sur RTL-TVI
- Suisse : 7 mai 2010 sur TSR1
- Québec : 12 octobre 2010 sur addikTV
- France : 17 mai 2011 sur TF1

- États-Unis : 12,67 millions de téléspectateurs[17] (première diffusion)
- Canada : 2,955 millions de téléspectateurs[18]
- France : 8,63 millions de téléspectateurs (première diffusion)

- Jennifer Crystal Foley (Rachel Taub)
- Troy Garity (Hank)
- Jolene Blalock (Lexa)
- Paul Hayes (Mr. Klingman)
- Deborah Quayle (Phyllis)
- Ben Giroux (Rick/Director)

Hank, un acteur de films X, a de violents maux de tête et fait une grave crise de photophobie sur le plateau de tournage. Le service diagnostic prend en charge le cas, mais de grands changements apparaissent : House a récupéré sa licence et Chase et Cameron décident de quitter leur poste pour sauver leur mariage.
Foreman se retrouve seul à faire les premiers examens, qui ne révèlent rien, mais provoquent des spasmes musculaires. Les examens sont toujours normaux.

House va donc demander conseil à ses deux anciens collaborateurs, Taub, consultant dans un cabinet de chirurgie esthétique, et "Numéro 13", de retour de Thaïlande et qui va travailler dans un dispensaire. Lui pense à un problème de cerveau, elle penche pour un problème multifocal. House et Foreman en concluent une vascularite cérébrale. Mais incapable de tout gérer seul, Foreman rattrape Chase et Cameron aux vestiaires pour leur demander de l'aide. Cameron penche vers une carence en vitamine D, et va faire les examens pour confirmer son diagnostic. En chambre de photothérapie, Hank a des saignements de nez et des pétéchies apparaissent sur son mollet : tout le monde avait tort, ce serait une méningococcie.

House continue son étrange campagne : il retient Cameron pour savoir pourquoi elle a pardonné le crime de son mari. Quand elle répond que c'est par amour, il n'est pas du tout convaincu. Hank a de la fièvre : les antibiotiques ne fonctionnent pas. House va alors voir Taub pour une suggestion, mais il préfère son travail actuel, qui préserve sa vie de couple, quitte à refaire des nez. Il se rend compte alors que c'est justement là que se trouve le problème du patient : si des vaisseaux sanguins dans les sinus sont infectés, ils créeront des poches qui bloqueront les antibiotiques.

House, satisfait, s'en va pour aller voir "Numéro 13" dans une salle de sport, qui refuse toujours de revenir. Wilson, inquiet de voir son ami harceler ses anciens collaborateurs, va voir Cuddy. Celle-ci panique à l'idée de voir House s'immiscer dans sa vie de couple avec Lucas. Le détective prend alors les choses en main et mène sa petite enquête sur Chase et Cameron.

Chase opère les sinus de Hank, les antibiotiques agissent, mais le foie de Hank lâche et il a du fluide dans l'abdomen : Foreman pense à une cholangite sclérosante primitive, une maladie auto-immune qui peut être due à son mode de vie et son environnement au « travail ». Mais le patient refuse de changer de mode de vie, satisfait et heureux d'être sorti du milieu hyperprotecteur de son enfance.

Avant de l'envoyer faire une endoscopie, House parle avec Chase, pour connaître l'état de leur vie de couple. Chase est sûr qu'elle lui a pardonné, House pense que non, parce qu'elle considère House comme responsable et pas son mari. Et comme Chase veut rester dans l'équipe, leur mariage est fichu, qu'ils partent ou non.

Pendant l'endoscopie, alors que Foreman conseille à Chase de ne pas écouter House, ils découvrent la vraie cause des symptômes : des strongyloïdes, des vers, attrapés sûrement sur un tournage, se sont répandus dans son corps. Hank n'a qu'à prendre des médicaments avant de retourner à sa vie de hardeur.

Mais son cas ne s'arrange pas : ses poumons se remplissent de fluide. On pense à un lymphome. Puis Hank se met à saigner par tous les orifices : leucémie, il faut lui enlever sa moelle osseuse. L'équipe ne proposant rien de mieux, House faxe les derniers résultats d'examen à Taub et "Numéro 13", qui ignorent le message. House rentre chez lui en attendant, laissant Cuddy qui s'interroge sur le comportement du médecin, et tombe sur Chase, qui lui fait part de son envie de rester.

C'est juste avant l'irradiation de Hank pour son ablation que Taub et "Numéro 13" posent le bon diagnostic, en partant d'une observation simple : pourquoi l'état de Hank a empiré après avoir tué les vers ? C'est parce qu'ils le préservaient de son environnement trop sain en rétablissant un équilibre. Il a en fait une maladie de Crohn extra-intestinale, une maladie auto-immune causée par son enfance trop protégée des microbes et infections. Taub recommande de lui redonner des vers pour le traitement, en plus de stéroïdes.

Taub, puis "Numéro 13", reviennent au Princeton-Plainsboro et acceptent de reprendre leur poste dans l'équipe. Mais Cameron, elle, refuse : elle pensait, en restant, pouvoir faire changer House et Chase, mais quand elle voit que l'influence de House a poussé son mari à tuer un patient, tout dictateur qu'il fut, elle en conclut qu'elle ne peut rien faire, et part. House va voir Wilson pour le bilan : sa méthode a fonctionné, trois sur quatre des médecins qu'ils voulaient recruter sont revenus.

### Épisode 9:Heureux les ignorants
- États-Unis /  Canada : 23 novembre 2009 sur FOX / Global
- Belgique : 28 avril 2010 sur RTL-TVI
- Suisse : 14 mai 2010 sur TSR1
- Québec : 19 octobre 2010 sur addikTV
- France : 24 mai 2011 sur TF1

- États-Unis : 11,95 millions de téléspectateurs[19] (première diffusion)
- Canada : 2,911 millions de téléspectateurs[20]
- France : 7,98 millions de téléspectateurs (première diffusion)

- Jennifer Crystal Foley (Rachel Taub)
- Patrick Price (Nurse Jeffrey)
- Esteban Powell (James Sidas)
- Vicki Davis (Dara Sidas)
- Larry Cedar (Bob Beringer)
- Cheryl Carter (Dianna)
- Andrea Gabriel (Ronnie)

Peu avant Thanksgiving, un libraire reconnait James Sidas, un génie scientifique, devenu un homme vivant difficilement d'un travail de livreur. Alors qu'il lui demande un autographe, James n'arrive plus à tenir le stylo.

Quand House accepte le dossier de la part de Cuddy, le premier diagnostic pour ataxie, anémie et toux est un purpura thrombotique thrombocytopénique (PTT), que tous acceptent sauf Taub. Avec "Numéro 13", il va faire les examens pour confirmer. Chase se remet du départ de Cameron, partie pour Chicago, mais refuse l'aide de Foreman.

Le PTT est confirmé, mais elle est accompagnée d'une allergie à l'albumine : il faut faire une splénectomie. House écoute d'une oreille distraite pendant qu'il cherche Wilson. Il a parfaitement conscience que ce cas n'est pas compliqué, il cherche juste à amadouer Cuddy pour passer Thanksgiving avec elle.

L'opération s'est bien passée, mais il y a une complication étrange : James fait une attaque cérébrale. Pendant que House cherche à joindre la sœur de Cuddy, l'équipe soulève l'hypothèse d'une toxine. Taub et Chase partent explorer le domicile du patient pendant que Foreman et "Numéro 13" vont faire des examens. Les chirurgiens découvrent ainsi les conditions dans lesquelles cet ancien enfant prodige vit : un appartement petit, sale et envahi par les rats. Ils retrouvent aussi ses anciennes productions scientifiques, les plus récentes datant de 1996, mais aussi une bouteille de vodka cachée dans l'aération. James admet boire un verre tous les soirs, ce qui choque sa petite amie, mais nie être alcoolique. Une biopsie du foie est tout de même faite.

Quand Cuddy surprend House mener des consultations de bon cœur, elle cède et l'invite à passer Thanksgiving avec elle chez sa sœur. House court voir Wilson, après avoir vérifié qu'il avait tout de même la bonne adresse. Mais elle s'est quand même moquée de lui : sa sœur est partie pour Hawaï, et House ne trouve que la gouvernante qui lui offre un sandwich. Même menu pour Taub et "Numéro 13", qui font l'analyse de la biopsie du foie et ne trouvent qu'un taux élevé de protéines, ce qui pourrait indiquer un problème rénal.

Lucas rentre chez lui après avoir passé Thanksgiving avec Cuddy, et trouve House ivre avec une bouteille de whisky, qui lui ouvre son cœur et avoue les sentiments qu'il a pour Cuddy. Le lendemain, elle vient trouver House avec la gueule de bois chez Wilson, lui annonçant sa rupture et son refus d'entamer une relation avec House. Quelques secondes après, House arrive devant Wilson, frais (il était sobre) et triomphant. Wilson le trouve stupide, ce que House n'ignore pas, bien au contraire. Car pendant que l'équipe soignait le patient pour un syndrome de Goodpasture, House a compris pourquoi la toux est dans les antécédents de James : le sirop contient du dextrométhorphane, qui, à haute dose et combinée à une prise régulière d'alcool, fait baisser le QI. James se droguait pour se rendre idiot, ne supportant plus la vacuité de sa propre vie. House le fait traiter pour son intoxication.
James va mieux, retrouve ses facultés intellectuelles d'antan, mais il ne supporte pas les capacités limitées de sa femme (il a un QI de 178, elle, de 87) et déteste devoir être condescendant. House est retourné aux consultations, mais découvre que son manège est inutile : Cuddy n'est pas là.

Pendant ce temps, Taub et sa femme ont une discussion sur la distance qui s'installe : elle considère que son mari s'est rabaissé à un poste de subalterne exploité par House. Mais ils doivent reprendre plus tard : James a perdu toute sensation dans les jambes. Personne n'a d'idées, Chase reste muet. House suggère alors d'appeler Cameron. Là, Chase se lève, donne un crochet du droit à House et sort.

Cuddy s'inquiète d'éventuelles suites judiciaires, mais House nie le fait que Chase l'a frappé, malgré son œil au beurre noir. Elle ne veut toujours pas se rapprocher de lui. Le diagnosticien, à court d'idées, en est réduit à demander au patient lui-même, mais il lui rappelle qu'il ne connait rien à la médecine. James choisit de raconter son histoire : 12 ans auparavant, il s'est jeté de sa fenêtre à la suite d'une dépression. Il a alors rencontré sa femme, et a choisi de devenir un idiot pour être heureux, comme elle. House comprend alors ce qui s'est passé : dans sa chute, James s'est brisé des côtes, lacérant sa rate dont les morceaux se sont fixés ailleurs. Il a bien un PTT, mais Chase n'a juste pas retiré « ses » seize autres rates. Avant de partir opérer, Chase va s'excuser auprès de House, qui accepte, pensant l'avoir mérité. En réalité, Chase avoue que ce coup de poing n'a eu pour objectif que de faire comprendre à ses collègues qu'ils doivent le laisser tranquille.

Les nouvelles ablations se passent bien. Quand Taub et House lui demandent ce que James va faire, il choisit de retourner vers sa femme en abandonnant son intellect à nouveau. Taub veut raisonner House, qui compte laisser faire. Taub prend House en photo et part. En montrant l'image du coquard à sa femme et lui disant qu'il l'a frappé pour ne plus se laisser faire, elle se jette dans ses bras.

### Épisode 10:L'Ami de Wilson
- États-Unis /  Canada : 30 novembre 2009 sur FOX / Global
- Belgique : 28 avril 2010 sur RTL-TVI
- Suisse : 14 mai 2010 sur TSR1
- Québec : sur addikTV
- France : 24 mai 2011 sur TF1

- États-Unis : 13,24 millions de téléspectateurs[21] (première diffusion)
- Canada : 2,796 millions de téléspectateurs[22]
- France : 7,88 millions de téléspectateurs (première diffusion)

- Joshua Malina (Tucker)
- Marnette Patterson (Ashley)
- Katherine LaNasa (Melissa)
- Jessica Whitaker (Megan)
- Christina Vidal (Sandy)
- Willie C. Carpenter (Del)
- Robert Katims (Saul)
- Gil Espinoza (Juan)
- Anna Khaja (Dr D'Razio)
- Marisa Tayui (Aikoa)

Wilson est réveillé par House qui joue de la musique à 6 h 30 du matin, alors qu'il ne travaille pas. En effet, il va « chasser ». House comprend qu'il va partir avec Tucker, un ancien patient que Wilson a sauvé d'une leucémie cinq ans auparavant, jour pour jour. Mais pendant la partie, Tucker perd le contrôle de son bras.
Wilson l'amène au Princeton-Plainsboro pour des examens, qui ne montrent pas de nouveau cancer. Mais quand l'oncologue rencontre la nouvelle et jeune fiancée de Tucker, qui a un bouton de fièvre, il pense à une myélite transversale, pour lequel il commence le traitement. Mais quand il va voir House, aux prises avec un patient, le diagnosticien est sûr que c'est une nouvelle leucémie, et parie 100$ avec Wilson qu'il a raison. Pari accepté.
Wilson va faire d'autres visites, notamment un grand-père qui lutte contre un lymphome, chez qui il repère un début de dépression, lui faisant penser à un organe atteint. Il trouve aussi Cuddy, qui lui annonce qu'elle souhaite emménager avec Lucas. Quand il revient voir Tucker, rien n'a changé, si ce n'est qu'il sent un picotement dans ses orteils et qu'il a une forte toux, qui s'aggrave en arrêt respiratoire. Perplexe, Wilson demande conseil à l'équipe de House, qui le mène vers une aspergillose. Cependant, il est trop malade pour attendre que des tests soient faits et veut recourir à la chirurgie. Une fois encore, House n'est pas d'accord et reste sur une leucémie. Chase regarde donc dans les poumons, mais ne voit aucune trace d'aspergillus. Wilson, qui regardait l'opération avec House, entend donc son ami lui faire remarquer que la pneumonie (responsable de la toux) n'a pas été contrée parce que le système immunitaire de Tucker est défaillant, ce qui indique le SIDA, un DICS acquis ou un cancer. Dans le doute, Wilson devrait faire les trois tests.
Finalement, le diagnostic tombe : leucémie aiguë lymphoblastique. Elle ne serait pas une nouvelle occurrence de la première, mais une conséquence de la première chimiothérapie. Wilson lance donc une nouvelle chimiothérapie, avec de bons espoirs de rémission. 24 heures plus tard, rien n'a changé : Tucker fait partie des 10 % résistant au traitement. House lui suggère de donner une double dose, mais lui rappelle les risques. Wilson se lance quand même. Le lendemain, la thérapie a fonctionné, mais a ruiné son foie : Tucker a besoin d'une greffe d'urgence. À ce moment, House surgit trempé : un homme vient d'avoir un traumatisme sévère, il serait un donneur potentiel, mais la sœur refuse de donner son accord. En attendant de la voir, House et Wilson parlent de Cuddy et Lucas, où House avoue finalement qu'il ne va pas bien, contrairement à ce qu'il disait, mais qu'il essaie de passer à autre chose. Alors que House et Wilson trouvent la sœur et tentent de la convaincre, le temps passe et le foie n'est plus viable.
Wilson ne sait plus quoi faire pour sauver son ami. Finalement, Tucker se souvient que Wilson et lui sont compatibles. Un problème éthique se pose pour l'oncologue, qui boit pour essayer de le résoudre, et House ne l'aide pas. Finalement, Wilson, avec l'accord de Cuddy, annonce à House qu'il va donner un lobe de son foie, et il voudrait que son ami assiste à l'opération. House refuse, par peur de voir son ami mourir sur la table. Mais quand Wilson est dans la salle et se fait anesthésier, il voit House s'installer pour l'opération.

### Épisode 11:Vies secrètes
- États-Unis /  Canada : 11 janvier 2010 sur FOX / Global
- Belgique : 5 mai 2010 sur RTL-TVI
- Suisse : 21 mai 2010 sur TSR1
- France : 31 mai 2011 sur TF1

- États-Unis : 12,25 millions de téléspectateurs[23] (première diffusion)
- Canada : 2,168 millions de téléspectateurs[24]
- France : 8,99 millions de téléspectateurs (première diffusion)

- Sasha Alexander (Nora)
- Ethan Embry (Mickey)
- Nick Chinlund (Eddie)
- Paul Zies (Marco)
- Preston James Hillier (Tommy)
- Rosalie Vega (Nurse Yvette)
- Bonnie Kathleen Ryan (Mickey's wife)
- Sammy Busby (Gorski)

Mickey, un dealer, perd soudain connaissance durant une négociation, alors qu'il essayait de désarmer un acolyte violent. Il est accompagné par Eddie au Princeton Plainsboro. Avec ses talents d'observateur, House devine tout ce qu'ils cachent, leur métier, les circonstances de l'évanouissement, et la raison : Mickey s'évanouit quand il entend un bruit fort, comme le coup de feu lors de la négociation ou un coup de canne contre un fauteuil. Comme Mickey et Eddie refusent de donner leurs antécédents, l'équipe va au plus simple : une tumeur de l'oreille ou la prise de cocaïne. Foreman et Taub testent les oreilles, House va interroger Eddie.
Alors qu'Eddie avoue par message codé que Mickey ne prend rien, Wilson arrive pour annoncer une curieuse nouvelle : leur voisine a révélé que les résidents de l'immeuble dans lequel ils viennent d'emménager sont persuadés que House et Wilson sont un couple gay, ce qui amuse House.

Mickey convulse durant son examen, qui a exclu la tumeur. "Numéro 13" opte pour une sténose carotidienne, House suggère des toxines dans les cellules graisseuses. Comme ils n'obtiennent toujours pas les antécédents du patient, House installe un micro dans la chambre de Mickey.

Pendant ce temps, Foreman remarque quelques détails : "Numéro 13" a une nouvelle montre, Taub et Chase ne sont pas étonnés du montant de la paie de la jeune femme. Il commence à se demander s'il est bien payé. En réalité, ses trois collègues tentent de lui faire une farce, mais celle-ci prend de grandes proportions quand Foreman annonce qu'une fois le cas réglé, il démissionne, refusant d'être sous-payé.

Mickey demande à partir et House le laisse faire ; Chase et "Numéro 13" le suivent en voiture mais se font arrêter pour avoir grillé un feu rouge. La sortie est de courte durée : Mickey revient aux urgences en plein délire avec de la fièvre et de l'hypertension.

House ordonne une ponction lombaire, mais quand Taub la pratique, Chase remarque que le battement cardiaque reste normal. Il pense à un désordre du système nerveux autonome, mais House a une autre idée : pour gérer le stress, Mickey prend des bêta-bloquants. Il aurait un phéochromocytome, mais l'examen des reins ne montre rien.

Alors que "Numéro 13" essaie à nouveau de capter le micro de la chambre de Mickey mais n'arrive pas à avoir une fréquence libre, House comprend qu'il y avait déjà un autre micro : Mickey est en fait un policier infiltré, qui est sur le point d'arrêter un gros bonnet de la drogue dans cette affaire.

House continue à convaincre Nora, la nouvelle voisine, qu'il est en couple avec Wilson, ce qui énerve beaucoup l'oncologue, surtout parce qu'il a compris que House veut coucher avec elle. La bataille commence : House la charme avec un massage et une soirée Evita, Wilson tente de la convaincre des vraies intentions de House, mais sans succès. House invite Nora à dîner et Wilson s'invite et demande House en mariage devant toute la salle.

Quand Mickey fait un infarctus mésentérique, "Numéro 13" est convaincue qu'il y a un facteur environnemental en jeu. Elle persuade donc Eddie, après avoir tenté de le droguer, de l'emmener dans leur base, un pressing. Ils manquent de se faire repérer, mais "Numéro 13" se fait passer pour une prostituée et ils peuvent rejoindre l'hôpital après avoir prélevé des échantillons des lieux. Mis à part de la lessive contenant un solvant au pétrole, il n'y a rien de suspect. Mais Mickey crache du sang : il aurait des anévrismes pulmonaires à répétition, dus à une infection fongique.

Finalement, Nora vient au bureau de House, qui lui révèle le pot aux roses, mais tente tout de même de le convaincre du danger de fréquenter Wilson. C'est là qu'il comprend de quoi Mickey souffre : les anévrismes pulmonaires sont dus à des inflammations, à cause de son hypertension, causée par un syndrome de Hughes-Stovin, maladie auto-immune incurable à ce stade.

Pendant que Mickey meurt dans les bras de sa femme, la police arrête Eddie et ses acolytes, ainsi que le gros client. Taub, Chase et "Numéro 13" vont demander à Cuddy de prélever une partie de leur paie pour la reverser à Foreman, qui doit rester dans l'équipe. Elle accepte, mais avoue n'avoir pas entendu Foreman dire qu'il voulait partir : c'est lui qui les a floués.

### Épisode 12:La Diabolique
- États-Unis /  Canada : 25 janvier 2010 sur FOX / Global
- Belgique : 5 mai 2010 sur RTL-TVI
- Suisse : 21 mai 2010 sur TSR1
- France : 31 mai 2011 sur TF1

- États-Unis : 14,21 millions de téléspectateurs[25] (première diffusion)
- Canada : 2,473 millions de téléspectateurs[26]
- France : 8,93 millions de téléspectateurs (première diffusion)

- Beau Garrett (Valerie)
- Shane Edelman (Bill)
- Joseph Culp (Russ Smith)
- Ray Abruzzo (Wibberly)
- James McCauley (Norris)
- Jaime Alvarez (Jose)
- Kathlees MacDonald (Sarah)
- Bobbin Bergstrom (Nurse)

Russ et Valerie sont assistants personnels d'un puissant bureaucrate, qui s'apprête à négocier un gros contrat. Au moment d'embarquer dans un avion, Russ montre des signes d'alcoolisme et Valérie, elle, a une forte crise de douleur dans les oreilles.

House n'est pas intéressé par le cas, mais Foreman lui fait remarquer qu'elle est très séduisante, tandis que son mari est loin de l'égaler. Par curiosité, House prend le cas et suggère une arythmie à cause d'obstructions artérielles dues au cholestérol, déclenchées par son changement de régime alimentaire (elle est devenue végétarienne). Alors que l'équipe va lui faire subir des tests, House reçoit un appel de Lorenzo Wibberly. Il va se confier à Wilson : Wibberly est un ancien camarade d'université, dont House a échangé la copie avec la sienne pour faire un test sur leur professeur, car House était convaincu qu'il allait être sous-noté, ce qui n'a pas été le cas.

House lui a donc écrit une lettre d'excuses durant sa thérapie ; Wilson est juste étonné qu'il n'ait pas choisi lui-même ou Cuddy.
Les artères de Valerie sont nettes, mais elle fait de la tachycardie supraventriculaire. House demande simplement à ce qu'elle prenne des bêta-bloquants, mais "Numéro 13" n'est pas d'accord avec le diagnostic. Elle l'emmène donc secrètement faire un scanner du cerveau, qui montre que Valerie ne ressent aucune émotion : elle est psychopathe. En effet, quand les médecins la prennent à part, Valerie montre comment elle a méthodiquement tout calculé dans sa vie : son mariage pour assurer son train de vie, sa liaison avec Russ, qu'elle avait drogué pour l'évincer… "Numéro 13" est la plus choquée du comportement de la jeune femme, House est fasciné. Foreman pense à une syphilis tertiaire, House pense à la maladie de Wilson et à la thyroïdite de Hashimoto.

House et Wibberly se retrouvent et le diagnosticien apprend la vie de son ancien camarade : à cause de la mauvaise note qu'il a eue au fameux devoir, il n'a pas eu sa licence. Maintenant, il emballe les cabas dans un supermarché, emploi qui, avec les frais médicaux de son père, le contraint à quitter sa maison. House veut faire quelque chose pour l'aider. De son côté, "Numéro 13" veut faire prendre conscience au mari de Valerie du véritable visage de sa femme, mais la patiente le comprend vite et menace de porter plainte si elle continue. "Numéro 13" lui saisit alors le bras pour l'examiner et celui-ci casse net. La fragilisation des os suggère une insuffisance rénale, causée selon Foreman par un lymphome. La patiente parvient à faire en sorte que "Numéro 13" ne s'occupe plus du dossier en faisant pression sur Cuddy et House.

Quand son foie lâche, Foreman doit demander au mari d'autoriser une opération pour la sauver, mais il a des doutes. Il permet néanmoins la pose d'un TiPS pour la sauver. Taub propose une fibrose hépatique congénitale : Valerie a besoin d'une greffe de foie.

House veut donner un chèque à Wibberly pour l'aider à garder sa maison, mais celui-ci refuse et lui avoue tout : grâce au devoir de House, il a eu au contraire une excellente note, ce qui lui a permis d'exercer la médecine pendant de longues années, mais il a tout perdu à cause de problèmes de jeu. Cela ne fait pas changer House d'avis, mais finit par garder le chèque.

"Numéro 13" apprend de la sœur de Valerie, venue pour un test de compatibilité, que sa psychopathie n'est pas innée, mais serait apparue vers la puberté. House comprend que le régime alimentaire à base de noix a tout précipité : Valerie a bien la maladie de Wilson, pourtant écartée à cause de l'absence des anneaux de Kayser-Fleischer, mais House prouve son diagnostic en enlevant le vernis d'un ongle de Valérie : la lunule de celui-ci est bleue.

Alors que le traitement fait effet, Valerie quitte son mari, pourtant prêt à tout lui pardonner. "Numéro 13" comprend qu'elle ressent pour la première fois depuis longtemps des remords.

### Épisode 13:Pourquoi tant de haine?
- États-Unis /  Canada : 1er février 2010 sur FOX / Global
- Belgique : 12 mai 2010 sur RTL-TVI
- Suisse : 28 mai 2010 sur TSR1
- France : 7 juin 2011 sur TF1

- États-Unis : 13,38 millions de téléspectateurs[27] (première diffusion)
- Canada : 2,353 millions de téléspectateurs[28]
- France : 8,54 millions de téléspectateurs (première diffusion)

- Orlando Jones (Marcus Foreman)
- Denise Dowse (en) (Glenda)
- Da'Vone McDonald (Daryl)
- Harry Zinn (Coach Denning)
- Shon Little (Scout)
- Trevor O'Brien (Jim Dunnagan)
- Bobbin Bergstrom (Nurse)

L'équipe se charge de Daryl, 22 ans, un joueur de football américain, qui est soudain pris d'un accès de rage en plein entraînement, au point de se frapper le crâne contre son casque juste après avoir attaqué un coéquipier. Il n'a gardé aucun souvenir de cet acte, mais ressent seulement des douleurs musculaires et articulaires, contre lesquelles il recevait des injections de lidocaïne.

House pense d'abord à une prise de drogues pour améliorer ses performances physiques, mais en vient à penser à un problème sous-jacent. Foreman l'ignore et pense à un adénome hypophysaire qui produit de la GnRH.

Après que toute l'équipe soit sortie du bureau de House, celui-ci rappelle Foreman et l'informe que son grand frère sort de prison. Il l'autorise à prendre des congés, mais Foreman répond qu'il a du travail et ne peut pas aller le chercher.

Taub explique à Daryl et sa mère leurs hypothèses, et apprend par la même occasion que Daryl veut jouer dans la NFL, et que sa seule chance d'y parvenir est de passer une sélection quelques jours plus tard, ce qui implique sa sortie rapide de l'hôpital.

Pendant ce temps, Wilson s'énerve contre House qui prend des bains dans leur nouvel appartement. Plus tard, quand Wilson trouve un opossum dans sa baignoire, il imagine une nouvelle farce de House, qui nie évidemment, mais Wilson exige réparation.

Pendant ce temps, House préfère s'occuper de Marcus, le frère de Foreman : il lui offre un poste d'assistant personnel. Le neurologue refuse toujours autant de lui adresser la parole.

Le scanner n'a montré aucun adénome, et le sang ne contient aucune stéroïde. Comme il remarque que Daryl fait de la tachycardie, Marcus repense à un basketteur qui a connu des symptômes similaires avant de s'effondrer en plein match : il avait une cardiomyopathie hypertrophique. Foreman pense plutôt à une communication inter-auriculaire. Dans tous les cas, Daryl doit passer un test d'effort.

Dans la suite des événements de l'appartement, c'est la barre d'appui de la salle de bains que House a faite installer qui se décroche du mur. Et Wilson n'y serait pour rien.

House veut d'abord parler avec Marcus pour apprendre des sujets compromettants pour Foreman, et l'examen du cœur de Daryl ne montre rien. House remarque que la peau de Daryl blanchit : maladie de Raynaud. Chase pense à une artérite de Takayasu, Foreman à un lymphome, et propose d'enlever sa rate pour qu'il puisse jouer le match de sélection. Afin de confirmer le diagnostic, House préfère le mettre sous éthanol.

Finalement, la seule chose que House apprend du frère de Foreman est que leur mère, atteinte de la maladie d'Alzheimer, est morte trois mois auparavant. House est stupéfait car le neurologue n'avait rien dit ni laissé paraître, mais Marcus lui interdit d'en parler. À ce moment, Foreman est en train de surveiller Daryl, qui finit par ressentir des démangeaisons au ventre, confirmant le lymphome, mais un examen plus poussé montre que la vraie cause est une inflammation du foie : selon Taub, c'est une hépatite virale qui serait dû à une injection non stérile de lidocaïne.

House annonce à tous la mort de la mère de Foreman ; furieux, Marcus démissionne. Foreman part faire une prise de sang à Daryl, mais le sang coagule dans la seringue : cryoglobulinémie. House va voir Wilson en lui démontrant qu'il y a quelqu'un qui leur en veut, ce en quoi Wilson doute sans pour autant protester.

Ils attendent la nuit pour surprendre le coupable, mais le système d'alerte pour les incendies se déclenche, inondant l'appartement, abîmant l'écran plat de Wilson, qui comprend que House est innocent. House essaie alors de déterminer qui dans son équipe lui en veut à ce point, sans succès.

Alors que le traitement fait effet, Daryl choisit de partir. Sa mère demande à Foreman de le suivre, par précaution, et à raison : avant d'entrer sur le terrain, Daryl perd son souffle et est frappé de cécité. Les troubles de la vue sont en fait dus à une prise de nitrates que Foreman a mis dans ses boissons pour le faire revenir à l'hôpital.

Pendant que House reprend le diagnostic, Foreman va voir son frère et lui propose de lui trouver un emploi et d'emménager avec lui.

Quand House pointe une très faible perte de poids (500 g pour un homme de plus de 120 kg), Chase devine un cancer accompagné d'un syndrome para-néoplasique qui créerait naturellement des stéroïdes. L'équipe part chercher le cancer, pendant que House et Wilson vont à la cafétéria. Ils y retrouvent Lucas, le petit ami de Cuddy, qui est le responsable de toutes les mésaventures de l'appartement, car il est furieux de se l'être fait souffler sous le nez par les deux médecins.

Il sait néanmoins que les deux médecins ne se vengeront pas, sinon il révèle tout à Cuddy. House est rassuré.

Pour Daryl, quand l'équipe ne trouve pas de cancer mais sait que c'en est un à cause de la défaillance hépatique, House situe le problème : c'est un mélanome situé entre deux orteils du pied droit qui cause tous les symptômes, l'équipe l'avait pris pour du tissu cicatriciel. Daryl s'en moque puisqu'il a manqué sa chance d'entrer dans la ligue nationale.

Lucas rejoint Cuddy dans son bureau, où elle demande à son petit ami de laisser tomber l'appartement de House et Wilson, et de passer à autre chose.
- Moving the Chains est un terme utilisé dans le football américain.

### Épisode 14:Wonder Cuddy
- États-Unis /  Canada : 8 février 2010 sur FOX / Global
- Belgique : 12 mai 2010 sur RTL-TVI
- Suisse : 28 mai 2010 sur TSR1
- France : 7 juin 2011 sur TF1

- États-Unis : 13,60 millions de téléspectateurs[29] (première diffusion)
- Canada : 2,352 millions de téléspectateurs[30]
- France : 8,81 millions de téléspectateurs (première diffusion)

- Michael Weston (Lucas Douglas)
- Tracy Vilar (Nurse Regina)
- Ron Perkins (Dr Simpson)
- Maurice Godin (Dr Hourani)
- Anthony Tyler Quinn (Eli Morgan)
- Celia Finkelstein (Gail)
- JD Jackson (Ronald)
- John Lacy (Dr Dave Thomas)
- Patrick St. Esprit (Tannenbaum)
- Mark Espinoza (Stan)
- Nigel Gibbs (Sanford Wells)
- Bernardo Verdugo (Martin)
- Kim Estes (Hall)
- Jeremy Howard (Oscar)
- Rajni Kareer (Claudia)
- Liz Benoit (Nurse Anne)
- Kathleen Antonia (Marina Alexander)

5 h : Le réveil de Lisa Cuddy sonne. Elle se lève seule, fait son yoga matinal, mais est interrompue par Rachel, sa fille, qui a de la fièvre. Elle doit donc se préparer tout en s'occupant d'elle.

7 h 37 : Alors que Cuddy confie Rachel à sa nurse, Lucas revient d'une nuit de planque et compte bien faire l'amour avec Cuddy, mais fait une piètre performance (2 minutes montre en main) interrompue par un coup de fil de House.

8 h environ : À peine arrivée au Princeton-Plainsboro, Cuddy a affaire à House, qui veut soigner un patient ayant un staphylocoque avec la malaria et savoir s'il a perdu son pari avec Lucas. Cuddy doit aussi préparer une réunion avec l'avocat d'un assureur pour 8h30, et s'occuper d'un problème de commande à la pharmacie, qui a reçu le double d'éphédrine, et non de vicodin.

8 h 30 environ : Un chirurgien se plaint de la température du bloc : House a fait baisser le thermostat pour forcer le chirurgien à faire vite pour permettre à son patient d'avoir une greffe de foie. Juste après, elle rencontre l'avocat d'Atlanticnet, qui refuse la demande de Cuddy d'obtenir un remboursement à hauteur des performances de l'hôpital sous prétexte de la petitesse de l'infrastructure. Elle menace alors de rompre tout engagement si sa demande n'est pas acceptée.

10 h 30 environ : Cuddy rend compte devant le conseil de l'hôpital, qui l'appuie, mais menace de la renvoyer si la rupture de contrat est prononcée.

10 h 50 environ : À cause de l'absence de House, Cuddy fait des consultations, et se voit obliger de refuser de faire une ordonnance de lait maternel pour un patient cancéreux.

11 h environ : Cuddy trouve un avocat dans son bureau : Chase a recousu le pouce d'un patient charpentier alors que son assurance ne permet pas de payer une telle opération. Chase refuse de céder, persuadé d'avoir bien fait.

11 h 30 environ : Cuddy reçoit Gail, l'infirmière responsable de la commande doublée d'éphédrine, qui la volait pour ses propres besoins afin de perdre du poids. Cuddy est obligée de la renvoyer, mais promet de ne pas signaler le vol à la DEA.

12 h environ : Cuddy compte manger une salade sur le pouce, et trouve Wilson à la cafétéria. Quand elle lui confie ses problèmes, l'oncologue suggère de faire appel aux talents de manipulateur de House.

12 h 10 environ : Cuddy trouve House dans son bureau, qui veut toujours infecter son patient à la malaria, mais cette fois-ci pour un carcinome à cellules rénales. Cuddy l'éjecte de son bureau et refuse toujours d'accepter.

12 h 30 environ : Lucas arrive avec un plat de lasagnes aux épinards et rassure Cuddy sur la santé de Rachel : c'est lui qui a pris le portable de la nurse, et débranché le téléphone fixe pour faire une sieste. Il lui offre son aide pour la négociation avec Atlanticnet.

13 h environ : Cuddy s'invite au déjeuner du président d'Atlanticnet et menace de révéler le montant des propriétés privées du PDG s'il refuse toujours son offre. Le chantage échoue : il ne cède pas.

13 h 30 environ : La pharmacie découvre que Gail a en réalité volé pour 50 000 dollars d'éphédrine en sept ans. Cuddy la fait revenir immédiatement.

13 h 40 environ : L'avocat d'Atlanticnet fait une meilleure proposition, mais toujours en deçà des demandes de la doyenne : Cuddy refuse net.

15 h 5 environ : Cuddy annonce donc la rupture de contrat avec Atlanticnet ; désormais, le Princeton-Plainsboro ne peut plus admettre des malades ayant souscrit à cette assurance, car ils ne seront pas remboursés. Elle retrouve le patient opéré du pouce avec son avocat, qui est aussi désolé qu'elle de porter plainte.

16 h environ : Chase et Thomas, le chef de chirurgie, se battent. Cuddy met fin à l'altercation, mais Gail est revenue et menace de la faire tomber pour commerce de méthamphétamine avec elle. Quand le conseil la réclame, poussée à bout, elle annonce sa démission.

16 h 30 environ : Cuddy, après son inquiétude pour sa fille, les menaces de licenciement et d'incarcération et les insultes, s'est effondrée dans sa voiture. House la retrouve et la rassure : le cancéreux a trouvé un autre médecin qui lui a fait sa prescription, le patient va céder… Il lui donne tout son soutien.

16 h 50 environ : Cuddy tente de comprendre le geste de Gail, qui se montre cette fois froide et calculatrice en déballant tout son stratagème ; aveux enregistrés discrètement avec un microphone donné par Lucas. Elle reçoit juste après un appel de la nurse de Rachel, qui la rassure, puis apprend qu'Atlanticnet accepte sa demande. Cuddy hurle sa joie dans le hall de l'hôpital.

17 h 15 : Cuddy annonce la nouvelle au conseil de l'hôpital et aux médecins, qui applaudissent tous, sauf House qui se contente de sourire.

18 h : Cuddy trouve un chèque de la part du patient au pouce recousu, ainsi qu'un mot d'excuses. Elle le déchire.

### Épisode 15:Relations virtuelles
- États-Unis /  Canada : 8 mars 2010 sur FOX / Global
- Belgique : 15 septembre 2010 sur RTL-TVI
- Suisse : sur TSR1
- France : 14 juin 2011 sur TF1

- États-Unis : 12,81 millions de téléspectateurs[31] (première diffusion)
- Canada : 2,866 millions de téléspectateurs[32]
- France : 9,24 millions de téléspectateurs (première diffusion)

- Laura Prepon (Frankie)
- Adam Rothenberg (Taylor)
- Gonzalo Menendez (Stuart)
- Catherine Kresge (Joan)
- Elena Evangelo (Belinda)
- Christina Vidal (Sandy)
- Tracey Esposito (Leeanne)
- Anise Fuller (Melodie)
- Tonya Kay (Chloe)
- Annie Weirich (Dionne)
- Alexandra Cramer (Grace)
- Lindsay Halladay (Nicole)
- Tina Sanchez (Elizabeth)
- Pamela Rooney (Mary)

Frankie écrit toute la nuit sur son blog, à propos de toute sa vie, ce qui ne plait pas à son mari, Taylor, mais également son voisin, qui entend toutes les disputes. En pleine lumière, ce voisin voit alors un grave hématome autour de l'œil de Frankie et appelle aussitôt la police, croyant à une violence conjugale. C'est alors que Frankie se met aussi à saigner spontanément des gencives.

Quand son cas arrive dans l'équipe de House, Taub pense que la coagulopathie vient d'une toxine. House l'envoie chez la patiente avec "Numéro 13". Là, le voisin, qui croyait à un cambriolage, les informe que depuis que Frankie est devenue végétarienne (à cause d'un de ses lecteurs), elle fait du compost, ce qui attire les rats, problème traité par le voisin avec de la mort-aux-rats, ce qui laisse supposer un empoisonnement par contact.

House et Wilson ont une dispute à propos des soirées du diagnosticien : au lieu de regarder des films pornographiques, il l'invite à une soirée speed dating. House accepte et retrouve son ami accompagné de Chase, que Wilson veut remettre en selle. House parie 100 $ sur l'inutilité de sa venue en pariant avec lui : Chase va ramasser plus de numéros que House, seulement en misant tout sur son physique, ni sur son métier, ni son accent. House gagne son pari haut la main.

Foreman et Taub découvrent jusqu'où vont les révélations de Frankie sur son blog à propos de sa vie, mais un nouveau symptôme apparaît : urine brune, elle a des problèmes rénaux. Chase pense à un syndrome de Sjögren, Foreman à la maladie de Haff qui a entraîné une rhabdomyolyse, ce que House appuie.

House découvre pourquoi Wilson n'a rendu que deux des trois DVD pornos que House a loué : il apparait dans le troisième film, jouant le rôle d'un figurant à l'époque, film tourné en amateur par un ami. Wilson lui fait promettre de garder le secret, mais il se rend compte rapidement que tout l'hôpital a été mis au courant, notamment par la pose d'affiches géantes du film un peu partout.

Chase, quant à lui, est plongé dans le blog de Frankie. Il interroge "Numéro 13", ayant des doutes sur son charme et ce qui s'est passé au speed-dating, mais elle n'a pas d'explications. Chase a soudain une idée : une confidence de Frankie sur le « sexe en colère » lui fait penser à un manque de sécrétions, explicable par un syndrome de Goujerot-Sjögren.

Quand il part faire l'examen, il découvre que Frankie souffre quand elle s'allonge sur le dos. Chase fait un examen du cœur, qui montre que la valve mitrale est gravement atteinte : ce serait bien un Sjögren. La réparation de la valve par xénogreffe ou par remplacement par une valve plastique précipite la discussion du couple sur leur avenir et leurs envies d'enfant, selon l'option choisie. Frankie préfère prendre la décision selon l'avis de ses lecteurs plutôt que du sien ou de son mari. Quand elle se décide à renoncer à avoir des enfants, son appendice explose, et l'examen montre la libération de granulomatoses : lymphome. House propose alors un traitement expérimental : créer un vaccin à partir des cellules cancéreuses.

Wilson cherche à se venger et demande à Chase si House a un secret. Ils découvrent que House lit de façon discrète un livre de sermons, alors qu'il est clairement athée. Wilson se demande pourquoi, et pense que House y cherche des réponses pour sa douleur et qu'il serait retombé dans la Vicodin. House nie les faits, sans expliquer pourquoi.

Le traitement du vaccin ne fonctionne pas : Frankie fait un pic de fièvre. Cuddy les ordonne d'arrêter, mais House remarque que depuis quelques mois, les heures de postage des messages du blog sont passées de la journée à tard dans la nuit : son rythme de vie a changé, ce qui montrerait un problème hépatique et non un lymphome, ce qui laisse à la patiente beaucoup moins de temps à vivre.

L'équipe reçoit un exemplaire du livre que lit House et le nargue avant de se remettre au travail. Comme la fièvre de Frankie ne redescend pas malgré l'arrêt du traitement, tout indique une infection, mais rien de précis avec les détails du blog. House décide de le lire en totalité, mais il est interrompu par Wilson, qui a compris le secret de House en voyant une photographie de l'auteur : House croit que le pasteur qui a écrit le livre est son père biologique, ce qui explique pourquoi il lit un livre qu'il "considère comme de la merde".

House comprend alors que le problème de Frankie se trouve dans les excréments : la forme de ses excréments était liée à son changement de régime alimentaire, chose dont elle ne parlait pas dans son blog. Il s'agit en fait de malabsorption due à une infection gastrique : maladie de Whipple. Les pronostics de guérison sont bien meilleurs qu'avant.

"Numéro 13" finit par comprendre que Chase se demandait si sa relation avec Cameron était née de son physique ou de lui. House explique finalement à Wilson qu'il préfère lire le livre de l'homme qu'il considère comme son père pour le comprendre, au lieu de le rencontrer et de lui parler.

### Épisode 16:La Symbolique des rêves
- États-Unis /  Canada : 15 mars 2010 sur FOX / Global
- Belgique : 15 septembre 2010 sur RTL-TVI
- Suisse : sur TSR1
- France : 14 juin 2011 sur TF1

- États-Unis : 11,37 millions de téléspectateurs[33] (première diffusion)
- Canada : 2,64 millions de téléspectateurs[34]
- France : 9,23 millions de téléspectateurs (première diffusion)

- Jennifer Crystal Foley (Rachel Taub)
- Cali Fredrichs (Abby)
- Callie Thompson (Young Abby)
- Nick Eversman (Nick)
- Michelle Duffy (June)
- Dennis Boutsikaris (Artie)
- Sunil Malhorta (Mr. Damon)
- Molly Kasch (Jeanine)
- Floriana Lima (Gabriella)

Abby Nash, une adolescente de 17 ans, est en sortie scolaire avec son petit-ami dans un musée d'astronomie, où elle essaie de lui expliquer qu'après son départ pour l'université de Stanford, leur relation ne durera pas. Mais peu après avoir bu en cachette de l'alcool, elle a une attaque et crache du liquide.

House arrive après avoir demandé à Wilson d'acheter des meubles pour leur appartement, qui est quasiment vide. En voyant le dossier, l'œdème pulmonaire qui a causé l'arrêt respiratoire et considérant le fait qu'elle buvait en pleine journée, l'équipe s'oriente vers un alcoolisme qui a entraîné un problème cardiaque. House est surtout curieux par rapport à l'absence de Taub, qui aurait eu une crevaison. En réalité, comme House s'en doute, il a eu une énième dispute avec sa femme, à propos de leurs activités en commun.

Taub arrive au Princeton-Plainsboro juste à temps pour rencontrer Nick, le petit-ami, qu'il rassure avant de rejoindre Chase pour l'IRM. Alors que Taub tente de se confier sur sa vie de couple, Chase remarque une tache sur la valve mitrale. Afin de vérifier de quoi il s'agit, "Numéro 13" suggère de faire une échographie trans-œsophagienne, risquée vu l'état de la patiente.

L'équipe n'ayant rien de mieux à proposer, Taub et "Numéro 13" mènent l'examen, durant lequel cette dernière comprend la situation de son collègue et lui explique que le vrai problème de la femme de Taub est la confiance qu'elle peut avoir en lui. Mais soudain l'examen tourne court : la valve mitrale d'Abby explose alors que le pouls reste normal. Elle est sauvée de justesse par une chirurgie en urgence.

Devant les symptômes et les examens peu concluants, l'équipe est dubitative, jusqu'à ce que "Numéro 13" suggère une allergie au sperme, ce qu'un interrogatoire de Nick ne contredit pas en évoquant effectivement des rapports non protégés. Pendant l'examen, Abby a de violentes douleurs à l'estomac et du sang dans les urines : défaillance rénale.

Le test étant négatif pour une allergie quelconque, House se résout donc à faire un scanner corporel, chose qu'il déteste, avant de rentrer chez lui. A son arrivée, Wilson est triomphant et lui montre l'intérieur décoré. House cependant ne réagit pas.

Pendant le scanner, Abby voit les objets de la pièce attirés par le mur, puis disparaître dans un trou noir dans lequel elle est entraînée : elle a une hallucination. Le problème serait donc cérébral : House s'interroge sur le sujet des hallucinations et veut expérimenter un programme de reconnaissance cognitive pour visualiser les pensées d'Abby. Foreman lui, préfère faire une angiographie plutôt qu'un test expérimental.

Pendant ce temps, Wilson découvre que l'appartement est de nouveau vide : House a tout rendu au service de location que Wilson avait contacté, et insiste pour que Wilson achète lui-même au moins un meuble. L'oncologue arpente donc un magasin de meubles avant de comprendre qu'il est incapable d'accomplir sa tâche, ce que House savait déjà.

Nick demande en mariage Abby, mais elle a soudain une nouvelle hallucination où elle se voit plus jeune et se poussant à avouer son "secret", avant de se mettre à convulser. House lance donc son programme et va chercher Taub, en train de fricoter avec sa femme sur le parking, pour qu'il suive le fonctionnement du dispositif. Les images ne montrent rien de concluant sauf des images du père d'Abby, mort dix ans auparavant dans un accident d'avion.

L'équipe se retrouve dans l'impasse. Foreman suggère alors une calcification de l'épiphyse, qui cacherait une tumeur. Cependant, les tests ne montrent rien sauf une réaction typique d'une allergie, hypothèse pourtant écartée. House s'enferme avec les images du scanner pour réfléchir, avant que Taub ne vienne le voir.

House a compris ses problèmes conjugaux, puisqu'il a peur de retromper sa femme avec une conquête en âge d'être sa fille. Il a alors une illumination : l'homme des pensées d'Abby n'était pas son père mais celui de son petit-ami, avec qui elle a couché un soir où ils avaient bu après une rupture entre Abby et Nick. De retour du Moyen-Orient lors d'un voyage d'affaires, il avait attrapé un parasite qu'il lui a transmis par le sperme, causant ainsi une schistosomiase entraînant un syndrome cérébelleux. Nick est furieux contre son père mais pardonne à Abby, qui va mieux.

Wilson a finalement appelé une décoratrice sur les conseils de Cuddy, mais a pris également un orgue pour House.

### Épisode 17:Personne ne bouge!
- États-Unis /  Canada : 12 avril 2010 sur FOX / Global
- Belgique : 22 septembre 2010 sur RTL-TVI
- Suisse : 25 novembre 2010 sur TSR1
- Québec : 22 février 2011 sur TVA
- France : 21 juin 2011 sur TF1

- États-Unis : 10,80 millions de téléspectateurs[35] (première diffusion)
- Canada : 2,216 millions de téléspectateurs[36]
- France : 7,43 millions de téléspectateurs (première diffusion)

- David Strathairn (Nash)
- Neill Barry (Donald)
- Riki Lindhome (Sarah)
- Riley Thomas Stewart (Walker)
- Shelly Cole (Nurse Maldonado)
- Vernee Watson (Nurse Smits)
- Dava Krause (Daria)
- Al Foster (Davies)

Une naissance a lieu au Princeton-Plainsboro. Pendant ce temps, Chase est bipé dans le hall d'entrée : Cameron veut le voir et lui parler en privé, à propos notamment des papiers du divorce. Quand le jeune père remarque l'absence de son enfant, Cuddy ordonne la fermeture de l'hôpital et la situation d'urgence, puisqu'apparemment, le bébé est encore dans les murs. Elle demande à tout le personnel de rester dans une pièce fermée pendant qu'elle se joint aux recherches.

House, qui essayait d'esquiver les policiers, s'enferme dans une chambre, mais y trouve un patient mourant d'une cardiomyopathie ischémique. House reconnait le dossier, qu'il avait refusé de prendre.

Taub croise Foreman dans la salle de stockage des dossiers en attente d'être numérisés. Maintenant qu'ils sont enfermés, Taub compte en profiter pour fouiner dans le dossier de House. De son côté, Wilson est contraint de patienter à la cafétéria, où il trouve "Numéro 13". Sur un coup de tête, il lui propose de jouer à Action ou vérité.

Cuddy est en quête d'information : le père du bébé avait un fils d'un premier mariage, que la jeune mère a adopté mais avec qui elle a des difficultés. Cuddy pense alors au fils, qui nie l'avoir enlevé bien qu'il n'aime pas l'idée d'avoir une petite sœur.

Cameron et Chase, enfermés dans une salle de consultations, commencent à se disputer en replaçant la situation qui a mené à leur rupture, rappelant que si lui a tué un tyran génocidaire, elle voulait aussi sa mort. Foreman et Taub trouvent le dossier de House, mais celui-ci s'avère avoir été bidonné par ce dernier.

Foreman propose alors d'aller plus loin pour ressembler à House : il a du Vicodin sur lui. Ils prennent chacun deux pilules, qui ont un tel effet qu'ils vont jusqu'à se frapper pour voir à quel point la douleur est supprimée.

Wilson et "Numéro 13" continuent de s'avouer des vérités. Elle comprend que Wilson a l'intention de fréquenter quelqu'un, mais qu'il ne compte pas tenir House au courant. Ce dernier est toujours avec le patient, qui n'en a plus pour longtemps. House propose d'augmenter sa morphine pour lui offrir une mort paisible. Alors qu'ils commencent à discuter de leurs vies, House commence à se confier sur le départ de Lydia, rencontrée lors de son séjour en psychatrie, et de ses sentiments.

Chase et Cameron se disputent encore, jusqu'à ce qu'il lui demande si elle l'a jamais aimé, question à laquelle Cameron est incapable de répondre. Chase considère donc que non, Cameron s'effondre en larmes, mais pense qu'à un moment, au début de leur mariage, ce fut le cas. Ils s'excusent alors mutuellement pour avoir détruit leur relation, et Chase consent à signer les papiers du divorce.

Les effets du Vicodin s'estompant, Taub et Foreman reviennent à leurs premières intentions. Taub feuillette le dossier de Foreman et apprend qu'il n'est pas là pour un patient : il voulait supprimer une note sur un délit mineur commis pendant le lycée. Foreman se venge en lisant le dossier de son collègue, qui lui apprend que Taub a un début de carrière glorieux, du moins avant de se retrouver avec des collègues plus jeunes que lui.

À la cafétéria, Wilson est contraint (par Action) de voler un dollar dans la caisse enregistreuse. Il parvient à mentir à la caissière et à la distraire, mais déclenche l'alarme. Wilson choisit alors de révéler le nom de son potentiel rendez-vous : Sam Carr, première ex-madame Wilson. "Numéro 13" choisit de l'encourager, pour prendre un peu d'indépendance par rapport à House et s'occuper enfin de lui-même.

Cuddy parvient à remonter la piste de la disparition du nourrisson : en remarquant les serviettes supplémentaires dans la salle de bains de la jeune mère, elle interroge l'infirmière responsable, qui a en fait plusieurs crises d'absences qui l'ont fait agir inconsciemment toute la journée. La salle de linges compte un panier à linge en moins, que Cuddy retrouve dans le couloir, avec le bébé dans les draps.

Dans la salle de consultations, Chase et Cameron essaient de se rappeler leurs meilleurs moments, jusqu'à ce qu'ils profitent de leur intimité forcée pour faire l'amour avant de se dire adieu.

House remarque que le patient mourant demande souvent l'heure. Il souhaite en fait attendre de pouvoir joindre sa fille, qu'il a abandonnée quand elle avait six ans. House le pousse à laisser un message sur le répondeur, pour lui confier quelques derniers mots.

La sécurité arrive pour informer de la levée du confinement, mais House compte rester jusqu'au bout, augmente la morphine du patient comme il l'avait proposé, et s'excuse de n'avoir pas pris le dossier à temps.

### Épisode 18:Amour courtois
- États-Unis /  Canada : 19 avril 2010 sur FOX / Global
- Belgique : 22 septembre 2010 sur RTL-TVI
- Suisse : 25 novembre 2010 sur TSR1
- Québec : 1er mars 2011 sur TVA
- France : 21 juin 2011 sur TF1

- États-Unis : 10,81 millions de téléspectateurs[37] (première diffusion)
- Canada : 1,938 million de téléspectateurs[38]
- France : 7,64 millions de téléspectateurs (première diffusion)

- Michael Weston (Lucas Douglas)
- Cynthia Watros (Samantha Carr)
- Sarah Jones (Shannon)
- Noah Segan (William)
- Wes Ramsey (Miles)
- Carey Embry (Sarah)

Lors d’une foire médiévale, William, un « chevalier », est choisi comme champion par la reine pour un duel. Mais juste après sa victoire, il est pris de vertiges, et ses yeux sont injectés de sang.

House attend nu dans sa cuisine Sam Carr, la nouvelle conquête de Wilson, pour se « présenter ».

Quand il donne le cas de William à son équipe, Taub pense à un hématome sous-dural lié à un choc durant le combat, mais House pense à une cause environnementale. Il envoie donc Foreman et "Numéro 13" à la foire pendant que Chase et Taub font une IRM, et que House va retrouver Wilson, qui lui fait comprendre que Sam est la première ex-madame Wilson, celle qui lui a brisé le cœur. House choisit de laisser faire et attendre que le couple rompe de lui-même.

L’IRM ne montre rien, mais William est pris de nausées, ce qui indiquerait un empoisonnement alimentaire. Foreman et "Numéro 13" ne trouvent rien, si ce n’est un œil de vache que William a ingéré et vomi peu avant le combat. House n’est pas convaincu, car il n’y a qu’un malade, à moins qu’il n’ait un problème dans son système immunitaire. Il suggère de le maintenir sous épinéphrine pour le maintenir le temps de le diagnostiquer, mais William fait de la tachycardie. Quand "Numéro 13" veut le choquer, elle voit des papules sur tout le corps du patient. House pense à une allergie au bisulfite de sodium contenu dans le remède, Taub au syndrome Wolff-Parkinson-White et "Numéro 13" au SARM, transmis par Foreman qui n’avait pas de gants.

House va voir Cuddy pour parler de Wilson et Sam : il ne peut pas intervenir, mais elle oui. Cependant, elle refuse.

"Numéro 13", en observant le patient, comprend qu’il est amoureux de la « reine », fiancée pourtant à son meilleur ami. Mais quand ils veulent en débattre, la douleur s’intensifie et l’infection s’étend au dos. Chase et Taub semblent identifier un Clostridium, mais House a aussi un rash sur le poignet à cause de l’épée de William : poison du lierre. Mais quand le rythme cardiaque s’affole, une injection d’épinéphrine fait arrêter son cœur avant qu’il ne reparte.

L’équipe est dans l’impasse. House le fait traiter pour la trichinose, faute de mieux. En quittant l’hôpital, Wilson propose à son colocataire de diner avec Sam, qui veut mieux le connaître, à condition qu’il soit lui-même. House, fidèle à lui-même, accepte et vient avec un travesti prostitué. Toutefois, il déchante quand ce dernier sympathise avec Sam.

William ne montre pas de signe de trichinose, mais les muscles de ses jambes se détériorent : rhabdomyolyse. House reste persuadé que la cause est environnementale, et veut que l’appartement de William soit fouillé. Foreman joue la sécurité en faisant une échographie du foie pour un cancer. Taub et lui voient alors des formes tumorales dans son foie, mais elles explosent l'une après l'autre sous leurs yeux (hyperplasie nodulaire focale). Chase et "Numéro 13" trouvent de leur côté des indices de « sorcellerie », dans lesquels House trouve une figurine en plomb noir : saturnisme.

Sam et Wilson se prévoyaient une soirée intime, mais House surgit et les invite à rester pour savourer le repas qu’il leur a concocté. Toutefois, quand Wilson s’éclipse aux toilettes, House joue cartes sur table : il la déteste, est contre cette relation et compte bien le faire savoir. Sam l’avait compris, n’apprécie pas non plus House, mais espère ne pas refaire les erreurs passées.

La santé de William empire, pourtant tous les examens sont négatifs. House se rend donc lui-même à la foire, en enfilant un costume local. Il trouve l’apothicaire, qui a vendu de la grande ciguë par ignorance au roi, qui avoue en avoir donné à William.

Les tests sont positifs, mais étonnamment, le traitement empire l’état de William. House part réfléchir dans son bureau, où il reçoit les visites de Douglas, qui a enquêté sur Sam, puis de l’intéressée, qui tente encore de convaincre House qu’elle est sincère envers Wilson malgré ce qu’elle lui a fait subir à l'époque. House se rend compte alors que les nodules dans le foie et les problèmes cardiaques indiquent une prise de stéroïdes anabolisants pour ses duels, ce qui a accéléré l'effet de la ciguë.

### Épisode 19:Permis de tromper
- États-Unis /  Canada : 26 avril 2010 sur FOX / Global
- Belgique : 29 septembre 2010 sur RTL-TVI
- Suisse : sur TSR1
- France : 28 juin 2011 sur TF1

- États-Unis : 10,85 millions de téléspectateurs[39] (première diffusion)
- Canada : 2,184 millions de téléspectateurs[40]
- France : 8,22 millions de téléspectateurs (première diffusion)

- Jennifer Crystal Foley (Rachel Taub)
- Cynthia Watros (Sam Carr)
- Sarah Wayne Callies (Julia)
- Rob Evors (Tom)
- Erica Teeple (Evelyn)
- Danna Brady (Maya)
- Charlie Weber (Damien)
- Liz Benoit (Nurse Anne)

Pendant un rendez-vous avec son amant, Julia, 35 ans, reçoit la visite de son mari, qui n'est pas gêné : ils vivent une union libre. Mais peu après son départ, Julia ressent une douleur intense à l'estomac.

"Numéro 13" utilise habilement le mode de vie amoureuse de la patiente pour que House, mais aussi toute l'équipe, s'intéresse au cas.

House tente de provoquer une dispute entre Sam et Wilson, en jouant sur ce qui irrite son ami : ses manies sur l’entretien et la nourriture, comme le lait dans la porte au lieu du milieu du réfrigérateur.

Une fois au courant du cas de Julia, House cherche un diagnostic, prétexte à la garder. Il trouve l’herpès dans le colon pour la rencontrer et la tester par radio avec un lavement baryté. Taub est convaincu que le libertinage est une utopie dans le couple. Toutefois, quand "Numéro 13" le voit en train de flirter avec Maya, une infirmière, elle lui rappelle ses propos et désapprouve son comportement.

Quand les radios ne montrent rien, au lieu du blocage intestinal passager supposé de Taub, House veut faire un examen de tous les intestins.
Alors que Taub fait les radios et commence à se dire que le mariage de Julia fonctionne, cette dernière sent son rythme cardiaque monter en flèche. Cette arythmie suggère une infection parasitaire, due à la vie sexuelle du couple. Quand Chase fait l’interrogatoire de Tom, le mari, il lui avoue qu’il n’a pas eu d’autres partenaires depuis un an, mais House pense qu’il a tout de même un secret.

Chase et "Numéro 13" fouillent alors l’appartement du couple et y trouvent un luffa : ce serait une amibiase.

Taub parle à sa femme de la patiente et de sa vie pendant un repas au restaurant. Rachel comprend que si rien ne s’est passé avec Maya, son mari pourrait la tromper à nouveau à l’avenir. La discussion tourne court quand Julia a les jambes paralysées. House pense à un déséquilibre électrolytique, Chase et Foreman suggèrent, au regard de la libido de Julia, un carcinome adénocortical.

À l’insu de House, son plan fonctionne, car le ton monte entre Wilson et son ex-femme : après les petites choses qui dérangent Wilson, les problèmes de communication sont abordés jusqu’au moment où Wilson traite Sam de « salope égoïste » et quitte l’appartement.

Alors que Damian rendait visite à Julia, Tom le vire de la chambre sans ménagement. "Numéro 13" voit sur une radio un caillot dans le poumon. A peine House y réfléchit-il que Cuddy arrive et lui fait comprendre le fameux secret du mari : il a perdu toutes les économies du couple, et n’ont plus d’assurance maladie. House suggère néanmoins un CIVD, "Numéro 13" pense à une carence en vitamine K. Wilson arrive et montre bien sa colère envers son ami.

Quand Taub revient chez lui, Rachel lui fait une offre : une fois par semaine, il a le droit de voir sa maîtresse. Le lendemain, House le comprend très vite. Toute l’équipe s’apprête à le questionner, mais les douleurs de Julia deviennent plus intenses. Si House et Chase pensent à une MICI, Taub y voit plus grave : invagination intestinale due à un cancer. Les deux chirurgiens de l’équipe interviennent en urgence, sans rien trouver. Les reins de la patiente commencent alors à lâcher. House maintient le MICI, avec une spondylarthrite ankylosante.

Taub reçoit un appel de sa femme : finalement, elle ne supporte pas l’idée d’être trompée. House le comprend aussi le lendemain matin. Mais comme l’état de la patiente empire, il préfère se concentrer sur le tableau que Chase a dressé avec toutes les pathologies possibles. L’équipe retient l’hémochromatose, la maladie de Weil et la sarcoïdose et partent traiter la patiente pour ces trois possibilités.

House est ravi de voir que son karma fonctionne ; il en profite pour offrir une machine à café à Cuddy dans l’espoir de les voir se rapprocher. Mais il ignore que Wilson et Sam se réconcilient, et regrettent que cette dispute n’ait pas eu lieu 10 ans plus tôt.

Les traitements ne fonctionnent pas sur Julia. House, en voyant les fleurs de lilas dans la chambre, repense aux abeilles que l’arbre attire. En localisant l'éruption cutanée dans la bouche, House pose enfin le bon diagnostic : maladie de Henoch-Schönlein.

En voyant Wilson revenir auprès de son ex-femme, House recommence à bouger le lait dans le frigo.

### Épisode 20:Le Copain d'avant
- États-Unis /  Canada : 3 mai 2010 sur FOX / Global
- Belgique : 29 septembre 2010 sur RTL-TVI
- Suisse : sur TSR1
- France : 28 juin 2011 sur TF1

- États-Unis : 9,98 millions de téléspectateurs[41] (première diffusion)
- Canada : 2,028 millions de téléspectateurs[42]
- France : 8,40 millions de téléspectateurs (première diffusion)

- Jennifer Crystal Foley (Rachel Taub)
- Cynthia Watros (Sam Carr)
- Patrick Price (Nurse Jeffrey Sparkman)
- Adam Garcia (Ted)
- Eva Amurri (Nicole)
- Jonathan Murphy (Cotter)
- F. William Parker (Reverend Bowden)
- Gregory Franklin (Henry)

Le mariage de Ted et Nicole se prépare. La mariée est anxieuse, mais son père la rassure. Mais au moment de dire « Oui », Ted est incapable de prononcer un mot, juste avant de s’évanouir.

Wilson et Sam se réveillent et s’apprêtent à passer un bon moment, jusqu’à ce que la police frappe à la porte : House, dans sa nuit d’ivresse, s’est réveillé dans le lit du fils des voisins. Wilson arrondit les angles pendant que House part pour l’hôpital. Il tente de s’expliquer à Cuddy, mais Chase arrive avec le cas de Ted.

Vu que tous les examens sont négatifs, House montre le seul diagnostic possible : Ted simulerait pour éviter le mariage. Mais juste en quittant l’hôpital, Ted a une violente toux : épanchement pleural. Taub et "Numéro 13" partent inspecter l’ancien appartement de Ted, où ils pensent trouver de l’amiante, mais c’est Cotter, le locataire du lieu, qui leur en apprend plus : Ted et lui ont été ensemble pendant trois ans après la fac.

Taub invite House à diner. Au-delà de la surprise, House accepte, mais tient à lui dire que sa liaison n’est un secret pour personne dans l’équipe. Ledit soir, Taub dit que sa femme ne sera pas là pour cause d'atelier poterie, mais House s’est arrangé pour qu’elle soit présente au restaurant. Il s'éclipse ensuite, laissant Taub et sa femme en tête à tête.

Ted est testé positif à la mononucléose, qui le rendrait malade s’il avait aussi le SIDA. Ted avoue alors son grand secret : il a suivi une thérapie de conversion pour devenir hétérosexuel, avec injection d’émétiques, d’hormones mâles et une électro-convulsivothérapie. Tout ce traitement indiquerait une attaque médicamenteuse et des dommages neurologiques.

Toutefois, l’EEG ne montre rien jusqu’à ce que Ted fasse une crise cardiaque.

Quand "Numéro 13" invite House à sortir dans un bar lesbien, il accepte mais découvre le responsable de toutes ces invitations : Wilson a « demandé » à l’équipe de House de l’occuper le soir pour que House et Wilson vivent leurs vies chacun de leur côté. House choisit de jouer le jeu.

Quand l’équipe veut faire une angiographie, Ted s’évanouit dès qu’il se redresse de son lit : syndrome de tachycardie orthostatique postural, qui serait une complication de la mononucléose. Peu après, il est pris de migraines. Chase et Taub font une ponction spinale pour trouver une infection pendant que House sort au bar avec "Numéro 13".

Quand les migraines du patient empirent, le verre gouttant de "Numéro 13" suggère à House une fuite du liquide cérébro-spinal à cause de la ponction. Ted est soudain pris de spasmes musculaires faciaux, mais ce n’est pas une attaque. House est surpris, et veut refaire les historiques en présence de tous (Ted, Nicole et Cotter).

Ted reçoit la visite de son ancien colocataire. En voyant son comportement, Nicole comprend qu’il y avait plus qu'une simple colocation entre eux à l'époque. Ted finit par lui avouer ce qu’il a fait. Pendant ce temps, House, Foreman et Chase font une soirée karaoké. Taub et "Numéro 13" mènent l’interrogatoire et décident de faire une pléthysmographie pénienne pour détecter des troubles de la circulation sanguine. Ils ne voient rien, si ce n’est une galactée. Le diagnostic différentiel qui s’ensuit suggère une tumeur pituitaire bénigne.

Wilson vient voir House, fier de son idée de l'occuper en soirée, mais House refuse d’admettre qu’il s’est amusé avec ses collègues. Il comprend alors que le problème de Ted est inné : il a une malformation d'Arnold-Chiari, congénitale, qui appuie sur l’afflux de liquide cérébro-spinal depuis que les électrochocs ont fait gonfler son cerveau.

### Épisode 21:Ça va bien et vous?
- États-Unis /  Canada : 10 mai 2010 sur FOX / Global
- Belgique : 6 octobre 2010 sur RTL-TVI
- France : 5 juillet 2011 sur TF1

- États-Unis : 9,29 millions de téléspectateurs[43] (première diffusion)
- Canada : 1,797 million de téléspectateurs[44]
- France : 8,10 millions de téléspectateurs (première diffusion)

- Andre Braugher (Dr Nolan)
- Cynthia Watros (Sam Carr)
- Zoe McLellan (Sidney)
- David Monahan (Jay)
- Annette M. Lesure (Durdanna)
- Carl Gilliard (Dutch)
- Raul Keeley (Harris)
- Angelyna Martinez (Nurse Jody)
- Ric Maddox (Officer Durkee)
- Lin-Manuel Miranda (Alvie)

House a rendez-vous chez le Dr Nolan pour une consultation. Le psychiatre remarque son retard et sa douleur à la jambe, mais House veut parler de sa semaine, autour d’un cas qu’il trouvait intéressant.

En passant par les urgences pour entrer dans l’hôpital, House tombe sur Cuddy qui lui confie le cas d’une patiente amnésique et désorientée. House remarque les chaussures de course et son équipement, assez chers. Mais Nolan l’interrompt : pourquoi passer par les urgences ? House voulait éviter Wilson, qui lui a demandé le matin même de quitter l’appartement pour que Sam puisse emménager.

Peu après, entre son départ de l’appartement et son arrivée au Princeton-Plainsboro, House est repassé par son ancien appartement, où il a retrouvé Alvie, son ancien colocataire de Mayfield, qui s’est introduit par effraction dans l’appartement et a revendu quelques affaires de House pour refaire la décoration. Il lui ordonne de tout récupérer, mais accepte qu’il reste, au moins le temps qu’il règle ses problèmes avec les services de l’immigration.

Après avoir éliminé les différents diagnostics de son équipe, House parvient à situer le quartier d’origine de la patiente par la référence de son tensiomètre. Avec l’aide d’Alvie, il parvient à retrouver le mari de la patiente. Elle s’appelle Sidney, elle est avocate, ancienne surfeuse, mariée depuis 4 ans et court pour décompresser. Si une récente affaire de Sidney suggère une intoxication au méthane, le diagnostic change vite quand elle fait des convulsions partielles. Nolan y voit un signe d’identification de House à la patiente.

House confie les soins à son équipe avant de repartir en quête de ses affaires. Il retrouve tout chez un prêteur sur gages, sauf un livre particulier, déjà revendu. House continue son histoire en parlant de sa soirée avec Alvie, en évitant la partie où Wilson est passé le voir pour prendre des nouvelles. Il revient néanmoins sur la patiente qui a du liquide dans les poumons en pleine dispute avec son mari, son cerveau étant revenu à son état initial. L’IRM montre des signes d’une encéphalopathie spongiforme.

Quand Nolan veut parler du ressenti de House sur la relation entre la patiente et son mari, House refuse. Il choisit donc d’abandonner la discussion, jusqu’à ce qu’il remarque un hématome sur le bras de House : il s’est battu volontairement une nuit de beuverie. Pour comprendre, Nolan invite House à reprendre la discussion. House explique alors que Wilson lui a proposé de rester dans leur appartement, mais qu’il a vite compris que Cuddy et Wilson en ont parlé.

Nolan interroge House sur son amitié avec Wilson, puis sur les personnes avec qui House s’est disputé. House cite le mari de la patiente, qui a mis trop de temps pour se décider à une opération cérébrale risquée, la rendant inutile car trop tardive, mais aussi l’homme qui avait acheté le dernier livre prêté sur gages (qu'Alvie lui a volé en retour pour le rendre à House).

Les choses ont ensuite changé : de nouveaux symptômes ont montré que Sidney souffrait une maladie systémique et non de l’encéphalopathie, et Alvie s’est fait arrêter par les services de l’immigration. House vient en aide au Portoricain en faisant un faux papier certifiant le lien avec sa mère sur la base d’ADN dans sa chaîne. Puis en emmenant Sidney se faire opérer, House découvre de quoi elle souffre réellement en passant sous une ampoule à ultraviolets : elle avait un tatouage qu’elle s’est fait enlever en surface, mais le fait de courir intensément a perturbé son système immunitaire, créant une allergie au plomb due à l’encre du tatouage. Une greffe de peau lui permet d’aller mieux.

### Épisode 22:Sauvez-moi!
- États-Unis /  Canada : 17 mai 2010 sur FOX / Global
- Belgique : 6 octobre 2010 sur RTL-TVI
- France : 12 juillet 2011 sur TF1

- États-Unis : 11,06 millions de téléspectateurs[45] (première diffusion)
- Canada : 2,545 millions de téléspectateurs[46]
- France : 8,42 millions de téléspectateurs (première diffusion)

- Jamie McShane (Captain McCreavey)
- Angel Oquendo (EMT Coumont)
- Doug Kruse (Dolce)
- Kimberly M. Bailey (Dolce's Wife)
- China Jesusita Shavers (Hanna)
- Desean Terry (Charles)

## Réception

### Critiques
La sixième saison a reçu des critiques assez bonnes ; le site Metacritic donne une note moyenne de 77 sur 100 pour la presse (basée sur 8 critiques) et une note des spectateurs de 7,5 sur 10, pour 65 votes.